# Eduardo II de Inglaterra
Eduardo II (en inglés moderno, Edward II) o Eduardo de Carnarvon (25 de abril de 1284-21 de septiembre de 1327) fue rey de Inglaterra desde 1307 hasta su deposición en enero de 1327. Fue el último hijo varón y el último en nacimiento de Eduardo I, se convirtió en heredero del trono inglés después de la muerte de su hermano mayor Alfonso. A partir de 1300, acompañó a su padre en campañas para pacificar Escocia y, en 1306, fue nombrado caballero en una gran ceremonia en la abadía de Westminster. Sucedió a su padre en el trono en 1307. En 1308, se casó con Isabel de Francia, hija del poderoso rey Felipe IV, como parte de un esfuerzo de gran alcance para resolver las tensiones entre las Coronas inglesa y francesa.
Tuvo una relación cercana y controvertida con Piers Gaveston, quien se había unido a su casa en 1300. La naturaleza precisa de la relación de Eduardo y Gaveston es incierta; pudieron haber sido amigos, amantes o hermanos juramentados. La arrogancia y el poder de Gaveston como favorito de Eduardo provocaron el descontento entre los barones y la familia real francesa; el rey inglés se vio forzado a exiliarlo. Tras el regreso de Gaveston, los barones presionaron a Eduardo para que aceptara amplias reformas llamadas Ordenanzas de 1311. Los nuevos barones empoderados desterraron a Gaveston, a lo que el rey inglés respondió revocando las reformas y trayendo de vuelta a su favorito. Liderados por el primo de Eduardo, el conde de Lancaster, un grupo de barones capturó y ejecutó a Gaveston en 1312, lo que provocó varios años de confrontación armada. Las tropas inglesas retrocedieron en Escocia, donde Eduardo fue derrotado decisivamente por Roberto I Bruce en la batalla de Bannockburn en 1314. Siguió una hambruna generalizada y crecieron las críticas al reinado de Eduardo.
Miembros de la familia Despenser, en particular Hugh «el Joven», se hicieron amigos íntimos y consejeros de Eduardo, pero en 1321 Lancaster y muchos de los barones se apoderaron de las tierras de los Despenser y obligaron al rey inglés a exiliarlos. En respuesta, Eduardo dirigió una corta campaña militar, en la que capturó y ejecutó a Lancaster. Eduardo y los Despenser fortalecieron su control sobre el poder y revocaron formalmente las reformas de 1311, ejecutaron a sus enemigos y confiscaron propiedades. Incapaz de progresar en Escocia, Eduardo finalmente firmó una tregua con Roberto I. La oposición al régimen creció; cuando Isabel fue enviada a Francia, para negociar un tratado de paz en 1325, se volvió contra Eduardo y rehusó regresar. Isabel se alió con el exiliado Roger Mortimer e invadió Inglaterra con un pequeño ejército en 1326. Eduardo fue derrotado y huyó a Gales, donde fue capturado en noviembre. Fue forzado a abdicar en enero de 1327 en favor de su hijo de catorce años, Eduardo III, y murió en el castillo de Berkeley el 21 de septiembre, probablemente asesinado por orden del nuevo régimen.
La relación de Eduardo con Gaveston inspiró la pieza teatral de 1592 de Christopher Marlowe, Eduardo II, junto con otras obras de teatro, películas, novelas, etc. Muchos de estos se han centrado en la posible relación sexual entre ambos hombres. Los contemporáneos de Eduardo criticaron su actuación como rey y señalaron sus fracasos en Escocia y el régimen opresivo de sus últimos años, aunque los académicos del siglo XIX argumentaron posteriormente que el crecimiento de las instituciones parlamentarias durante su reinado fue un acontecimiento positivo para Inglaterra a largo plazo. El debate ha continuado en el siglo XXI en cuanto a si él era un rey perezoso e incompetente o simplemente un gobernante renuente y finalmente fracasado.

## Antecedentes
Era el cuarto hijo de Eduardo I y su primera esposa, Leonor de Castilla. Su padre era rey de Inglaterra y también había heredado Gascuña en el sudoeste de Francia —que ocupaba como vasallo feudal del rey de Francia— y el señorío de Irlanda. Su madre era miembro de la familia real castellana y tenía el condado de Ponthieu en el norte de Francia. Eduardo I demostró ser un líder militar exitoso, ya que dirigió la represión de las revueltas de barones en los años 1260 y se unió a la novena cruzada. Durante los años 1280 conquistó el norte de Gales, eliminó del poder a los príncipes galeses nativos y, en los años 1290, intervino en la guerra civil de Escocia, en la que reclamó suzeranía sobre ese país. Fue considerado un gobernante muy exitoso por sus contemporáneos, en gran medida porque fue capaz de controlar a los poderosos condes que constituían los rangos superiores de la nobleza inglesa. El historiador Michael Prestwich describió a Eduardo I como «un rey para inspirar temor y respeto», mientras que John Gillingham lo caracterizó como un matón eficiente.
A pesar de sus éxitos, cuando Eduardo I murió en 1307 dejó una serie de problemas para que resolviera su hijo. Uno de los más críticos era el del dominio inglés sobre Escocia, donde la larga pero inconclusa campaña militar de su padre estaba en curso cuando murió. El control de Eduardo I sobre Gascuña creó tensión con los reyes franceses. Insistieron en que los reyes ingleses debían rendirles homenaje por las tierras; los reyes ingleses veían esta demanda como un insulto a su honor, por lo que el problema quedó sin resolver. Eduardo I también enfrentó una oposición cada vez mayor por parte de sus barones sobre la tributación y las requisiciones  necesarias para proveer fondos para sus guerras, por lo que dejó a su hijo deudas de aproximadamente £ 200 000 con su muerte.

## Primeros años

### Nacimiento

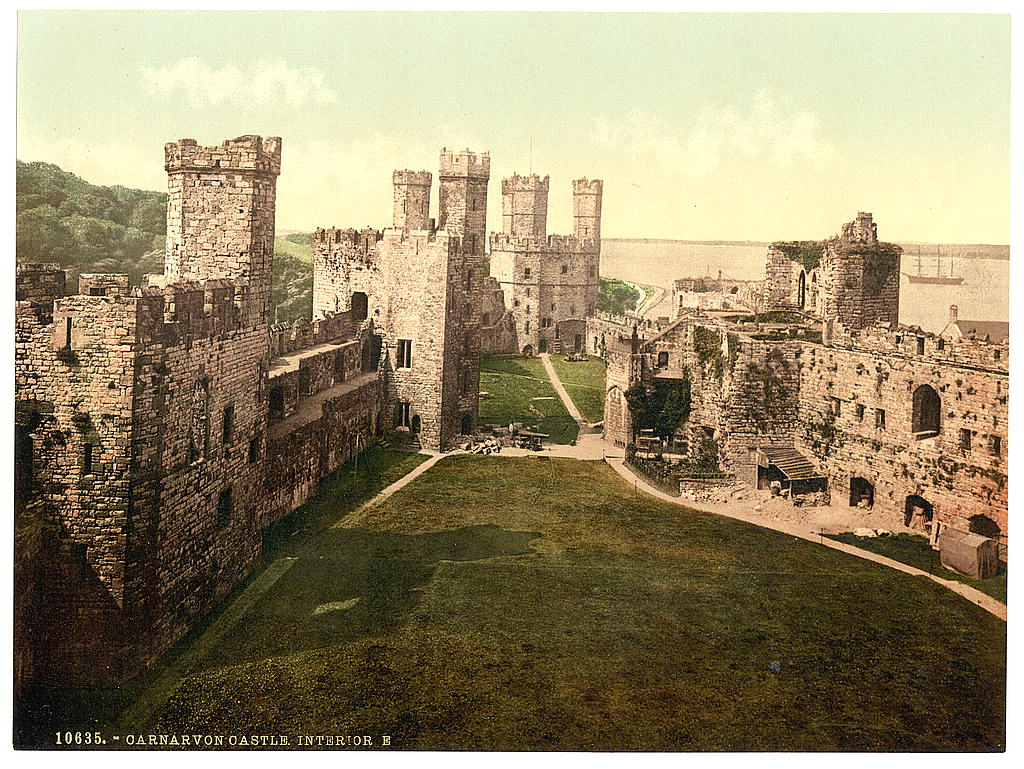
El castillo de Caernarfon, lugar de nacimiento de Eduardo II. Fotografía de c. 1900.

Nació en el castillo de Caernarfon —en el norte de Gales— el 25 de abril de 1284, menos de un año después de que Eduardo I conquistara la región y, como resultado, a veces su hijo era mencionado como Eduardo de Caernarfon. El rey inglés probablemente eligió deliberadamente el castillo como la ubicación para el nacimiento de Eduardo, ya que era un lugar simbólico importante para los galeses nativos, asociado con la historia imperial romana y conformaba el centro de la nueva administración real del norte de Gales. El nacimiento de Eduardo trajo consigo predicciones de grandeza de los profetas contemporáneos que creían que los Últimos Días del mundo eran inminentes y lo declaraban un nuevo rey Arturo que conduciría a Inglaterra a la gloria. David Powel, un clérigo del siglo XVI, sugirió que el bebé fue ofrecido a los galeses como un príncipe «que nació en Gales y no podía hablar una sola palabra de inglés», pero no existe evidencia que respalde este relato.
El nombre Eduardo (Edward) es de origen inglés, vinculándolo con el santo anglosajón Eduardo «el Confesor»; fue elegido por su padre en lugar de nombres normandos y castellanos más tradicionales seleccionados para los hermanos mayores de Eduardo: Juan y Enrique —que nacieron muertos antes de Eduardo— y Alfonso, quien murió en agosto de 1284 y dejó a su hermano menor como el heredero del trono. A pesar de que Eduardo era un niño relativamente sano, hubo preocupaciones permanentes durante sus primeros años de que también podría morir y dejar a su padre sin un heredero varón. Después de su nacimiento, fue atendido por una nodriza llamada Mariota o Mary Maunsel durante unos meses hasta que enfermó, por lo que Alice de Leygrave se convirtió en su madre adoptiva. Apenas habría conocido a su madre natural Leonor, quien estuvo en Gascuña con su padre durante sus primeros años. Se creó un casa oficial completa con personal para el nuevo bebé, bajo la dirección de un funcionario, Giles de Oudenarde.

### Infancia, personalidad y apariencia

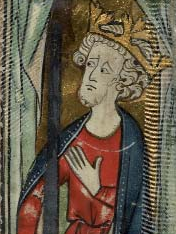
Su padre Eduardo I en una miniatura del.

El gasto en su casa personal aumentó a medida que Eduardo crecía y, en 1293, William de Blyborough se hizo cargo como su administrador. Eduardo probablemente recibió educación religiosa por parte de los frailes dominicanos, a quienes su madre invitó a su casa en 1290. Le asignaron a uno de los seguidores de su abuelo, Guy Ferre, como su magister, que era responsable de su disciplina, entrenándolo en equitación y habilidades militares. Se desconoce cómo de educado era Eduardo; existe poca evidencia de su capacidad para leer y escribir, aunque su madre estaba interesada en que sus otros hijos fueran bien educados y Ferre era un hombre relativamente erudito para la época. Eduardo probablemente hablaba principalmente francés anglonormando en su vida cotidiana, además de algo de inglés y posiblemente latín.
Eduardo tuvo una educación normal para un miembro de una familia real. El príncipe estaba interesado en los caballos y su crianza y se volvió un buen jinete; también le gustaban los perros, en particular los galgos. En sus cartas, muestra un extraño sentido del humor, ya que bromeaba sobre el envío de animales insatisfactorios a sus amigos, sobre los caballos que detestan llevar a sus jinetes o los perros de caza perezosos demasiado lentos para atrapar conejos. No estaba muy interesado en la cacería o la cetrería, actividades populares en el siglo XIV. Disfrutaba de la música, como la música galesa y el recién inventado instrumento rota, así como de los órganos musicales. No participaba en justas, ya sea porque carecía de la aptitud o porque se le había prohibido por su seguridad personal, pero sin duda era partidario del deporte.
Creció hasta ser alto y musculoso y se le consideraba apuesto según los estándares de la época. Tenía la reputación de ser un orador público competente y era conocido por su generosidad con el personal de su casa. Excepcionalmente, le gustaba el remo, así como los setos y las acequias; disfrutaba asociándose con obreros y otros trabajadores de clase baja. Este comportamiento no se consideraba normal para la nobleza de la época y atraía la crítica de sus contemporáneos.
En 1290, el padre de Eduardo había confirmado el Tratado de Birgham, en el que prometía casar a su hijo de seis años con la joven Margarita de Noruega, quien tenía un posible derecho a la Corona escocesa. Margarita murió más tarde ese año, lo que puso fin al plan. La madre de Eduardo, Leonor, murió poco después, seguida por su abuela Leonor de Provenza. Eduardo estaba angustiado por la muerte de su esposa y organizó un gran funeral para ella; su hijo heredó el condado de Ponthieu de Leonor a su muerte. Después, se consideró un matrimonio francés para el joven Eduardo, para ayudar a asegurar una paz duradera con Francia, pero la guerra estalló en 1294. La idea fue sustituida con la propuesta de un matrimonio con una hija del conde de Flandes, pero esto también falló después de que fue bloqueado por Felipe IV de Francia.

### Primeras campañas en Escocia

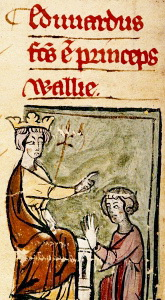
Ilustración de principios del de Eduardo I (a la izquierda) declarando a su hijo (a la derecha) príncipe de Gales.

Entre 1297 y 1298, Eduardo estuvo de regente a cargo de Inglaterra mientras su padre hacía campaña en Flandes contra Felipe IV, quien había ocupado parte de las tierras del rey inglés en Gascuña. A su regreso, Eduardo I firmó un tratado de paz, según el cual tomó como esposa a la hermana del rey francés, Margarita, y acordó que el príncipe Eduardo se casaría a su vez con la hija de Felipe IV, Isabel, quien entonces tenía dos años de edad. En teoría, este matrimonio significaría que el disputado Ducado de Gascuña sería heredado por un descendiente de Eduardo I y Felipe IV, lo que proporcionaría un posible fin a las tensiones de hace muchos años. El joven Eduardo aparentemente se llevaba bien con su nueva madrastra, quien dio a luz a sus dos hermanastros Thomas de Brotherton y Edmund de Woodstock, en 1300 y 1301, respectivamente. Una vez en el trono, Eduardo proporcionó a sus hermanastros apoyo financiero y títulos.
Eduardo I regresó a Escocia una vez más en 1300 y esta vez llevó a su hijo consigo, nombrándolo en comandante de la retaguardia en el asedio de Caerlaverock. En la primavera de 1301, el rey inglés declaró a Eduardo príncipe de Gales, otorgándole el condado de Chester y tierras en el norte de Gales; aparentemente esperaba que esto ayudaría a pacificar la región y daría a su hijo cierta independencia financiera. Eduardo recibió homenaje de sus súbditos galeses y luego se unió a su padre para la campaña escocesa de 1301; dirigió un ejército de alrededor de 300 soldados al norte y capturó el castillo de Turnberry. El príncipe Eduardo también participó en la campaña de 1303 en la que asedió el castillo de Brechin y desplegó su propia maquinaria de asedio en la operación. En la primavera de 1304, participó en negociaciones con los líderes rebeldes escoceses en nombre del rey inglés y, cuando estas fallaron, se unió a su padre para el asedio del castillo de Stirling.
En 1305, Eduardo y su padre se pelearon, probablemente por el tema del dinero. El príncipe tuvo un altercado con el obispo Walter Langton, quien se desempeñaba como tesorero real, aparentemente por la cantidad de recursos financieros que Eduardo recibió de la Corona. El rey inglés defendió a su tesorero y desterró a su hijo y sus compañeros de su corte, con lo que cortó su apoyo financiero. Después de algunas negociaciones con familiares y amigos, ambos se reconciliaron.
El conflicto escocés estalló una vez más en 1306, cuando Roberto I Bruce mató a su rival John Comyn y se declaró rey de los escoceses. Eduardo I movilizó un nuevo ejército, pero decidió que esta vez su hijo estaría formalmente a cargo de la expedición. El príncipe Eduardo fue proclamado duque de Aquitania y luego, junto con muchos otros jóvenes, fue nombrado caballero en una fastuosa ceremonia en la abadía de Westminster llamada «banquete de los cisnes». En medio de una gran fiesta en la sala contigua, que evocaba las leyendas del rey Arturo y los eventos de las cruzadas, la asamblea hizo un juramento colectivo para derrotar a Roberto I. No está claro qué rol desempeñaron las fuerzas del príncipe Eduardo en la campaña de ese verano, que, bajo las órdenes de Eduardo I, dio una represalia punitiva y brutal contra la facción de Roberto I en Escocia. Eduardo regresó en septiembre a Inglaterra, donde las negociaciones diplomáticas para asignar una fecha para su boda con Isabel continuaron.

### Relación con Piers Gaveston

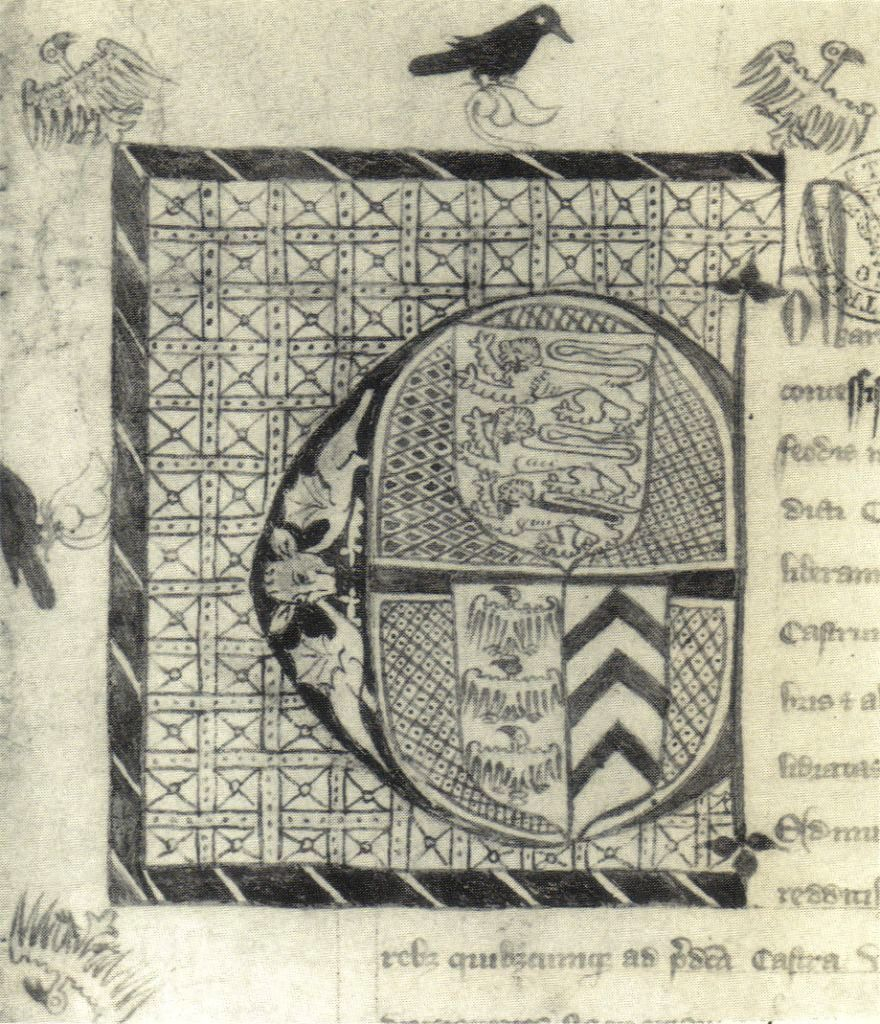
Letra capital de la carta que otorga a Piers Gaveston el condado de Cornualles.

Durante esta etapa, se hizo amigo cercano de Piers Gaveston, hijo de uno de los caballeros de la casa real cuyas tierras eran adyacentes a Gascuña; se había unido a la casa del príncipe Eduardo en 1300, posiblemente por instrucción de Eduardo I. Ambos se llevaban bien; Gaveston se convirtió en su escudero y pronto se referían a él como un compañero cercano del príncipe Eduardo, antes de ser nombrado caballero por el rey inglés durante el «banquete de los cisnes» en 1306. Eduardo I luego exilió a Gaveston a Gascuña en 1307 por razones que aún están sin esclarecerse.  Según un cronista, Eduardo había pedido a su padre que le permitiera otorgar a Gaveston el condado de Ponthieu, pero el rey inglés respondió furioso y tirando de los pelos de su hijo, para luego decretar el exilio de Gaveston. Sin embargo, los registros judiciales oficiales muestran que Gaveston solo fue exiliado temporalmente y recibió además un estipendio cómodo; se desconoce el motivo para esta orden, lo que sugiere que pudo haber sido un acto destinado a castigar al príncipe de alguna manera.
La posibilidad de que Eduardo II tuviera una relación sexual con Gaveston o sus favoritos posteriores ha sido muy discutida por los historiadores, pero se complica por la escasez de pruebas que sobrevivieron para determinar con certeza los detalles de sus relaciones. La homosexualidad era condenada ferozmente por la Iglesia católica en la Inglaterra del siglo XIV, que la equiparaba con la herejía, pero tener relaciones sexuales con otra persona de su mismo sexo no necesariamente definía la identidad personal de un individuo de la misma manera que en el siglo XXI. Eduardo y Gaveston tenían relaciones sexuales con sus esposas, de las que engendraron hijos; Eduardo también tuvo un hijo ilegítimo y también pudo haber tenido una aventura amorosa con su sobrina Leonor de Clare.
La evidencia contemporánea que respalda su relación homosexual proviene principalmente de un cronista anónimo en los años 1320, que describió cómo Eduardo «sintió tanto amor» por Gaveston que «entró en un pacto de constancia y se ató a sí mismo con él antes de que todos los demás mortales con un lazo de amor indisoluble, firmemente trazado y sujetado con un nudo». La primera sugerencia específica de que Eduardo se involucró en prácticas sexuales con hombres se registró en 1334, cuando Adam Orleton, obispo de Winchester, fue acusado de haber declarado en 1326 que Eduardo fue un «sodomita», aunque Orleton se defendió argumentando que había querido decir que el consejero del príncipe, Hugh Despenser «el Joven», era un sodomita, en lugar del difunto rey inglés. La Crónica de Meaux de los años 1390 simplemente señala que Eduardo se entregó «demasiado al vicio de la sodomía».
Alternativamente, Eduardo y Gaveston pudieron haber sido simplemente amigos con una relación de trabajo estrecha. Los comentarios de cronistas contemporáneos están vagamente redactados; las acusaciones de Orleton fueron, al menos en parte, motivadas políticamente y son muy similares a las acusaciones de sodomía altamente politizadas contra el papa Bonifacio VIII y los caballeros templarios en 1303 y 1308, respectivamente. Los relatos posteriores de los cronistas sobre las actividades de Eduardo pueden remontarse a las alegaciones originales de Orleton y ciertamente fueron adversamente manipuladas por los eventos al final de su reinado. Historiadores como Michael Prestwich y Seymour Phillips han indicado que la naturaleza pública de la corte real inglesa habría hecho improbable que cualquier asunto sexual hubiera permanecido discreto; ni la Iglesia contemporánea, el padre de Eduardo ni su suegro parecen haber hecho algún comentario adverso sobre el comportamiento sexual de Eduardo.
Una teoría más reciente, propuesta por el historiador Pierre Chaplais, sugiere que Eduardo y Gaveston tenían un vínculo de hermandad adoptiva. Los pactos de hermandad adoptiva, en los cuales los participantes se comprometían a apoyarse mutuamente en una especie de «hermandad en armas», no eran desconocidos entre amigos varones cercanos en la Edad Media. Muchos cronistas describieron la relación de Eduardo y Gaveston como una relación de hermandad y alguno notó explícitamente que Eduardo había tomado a Gaveston como su hermano adoptivo. Chaplais sostuvo que la pareja pudo haber hecho un pacto formal en 1300 o 1301 y que habrían tratado cualquier promesa posterior de separarse o alejarse mutuamente como acciones bajo coerción y, por tanto, pactos inválidos. Sin embargo, tal pacto podría no haber excluido su relación de tener una dimensión sexual también.

## Reinado

### Coronación y matrimonio

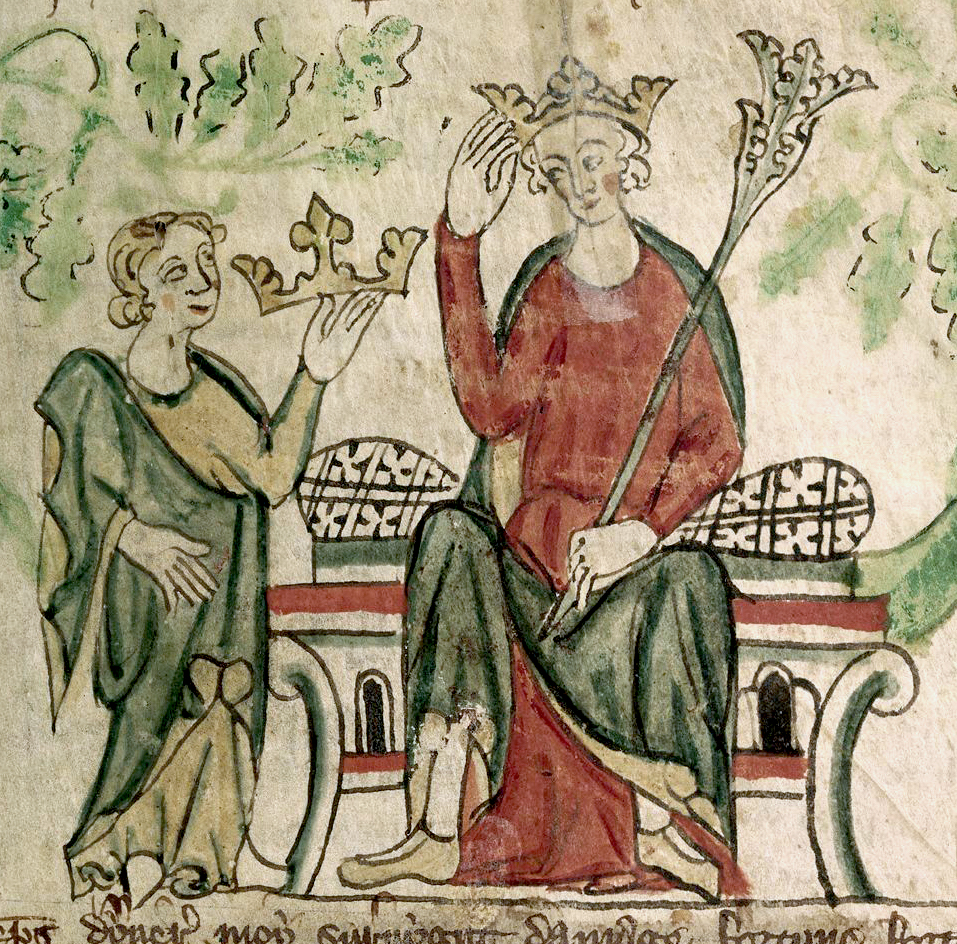
Eduardo II recibiendo la corona inglesa en una ilustración contemporánea.

Eduardo I movilizó a otro ejército para la campaña escocesa en 1307, a la que el príncipe Eduardo se uniría ese verano, pero el anciano monarca se había estado enfermando cada vez más y murió el 7 de julio en Burgh by Sands. Eduardo viajó desde Londres inmediatamente después de que recibió las noticias y, el 20 de julio, fue proclamado rey. Continuó hacia el norte en Escocia y el 4 de agosto recibió el homenaje de sus seguidores escoceses en Dumfries, antes de abandonar la campaña y regresar al sur. Eduardo rápidamente recordó a Piers Gaveston, quien estaba en el exilio, y le nombró conde de Cornualles, antes de arreglar su matrimonio con la acaudalada Margarita de Clare. Eduardo también arrestó a su antiguo adversario, el obispo Langton, y lo separó de su puesto como tesorero. El cuerpo de Eduardo I estuvo en la abadía de Waltham durante varios meses antes de ser trasportado a Westminster, donde su hijo erigió una simple tumba de mármol para su padre.
En 1308, su matrimonio con Isabel de Francia procedió. El rey inglés cruzó el canal de la Mancha en enero, dejando a Gaveston como su custos regni a cargo del reino en su ausencia. Esta disposición era inusual e involucraba poderes sin precedentes delegados a Gaveston, respaldados por un gran sello grabado especialmente para él. Eduardo probablemente esperaba que el matrimonio fortaleciera su posición en Gascuña y le trajera los fondos que tanto necesitaba. Sin embargo, las negociaciones finales resultaron desafiantes: Eduardo y Felipe IV no se agradaban y este último mantuvo una rígida posición sobre el tamaño de la dote de Isabel y los detalles sobre la administración de las tierras de Eduardo en Francia. Como parte del acuerdo, el rey inglés rindió homenaje a Felipe IV por el Ducado de Aquitania y aceptó una comisión para finalizar la implementación del Tratado de París de 1303.
La pareja se casó en Boulogne el 25 de enero. Eduardo entregó a Isabel un salterio como regalo de bodas y su padre le dio regalos por valor de más de £ 21 000 y un fragmento de la Vera Cruz. La pareja regresó en febrero a Inglaterra, donde Eduardo había ordenado que el palacio de Westminster fuera restaurado pródigamente para su coronación y fiesta de bodas, con mesas de mármol, cuarenta hornos y una fuente que producía vino y pimiento, una bebida medieval especiada. Después de algunas demoras, la ceremonia se llevó a cabo el 25 de febrero, bajo la dirección de Henry Woodlock, obispo de Winchester. Como parte de la coronación, Eduardo juró defender «las leyes y costumbres legítimos que hayan elegido la comunidad del reino». No está claro el significado de esto: pudo haber tenido la intención de obligar a Eduardo a aceptar una futura legislación, la frase pudo haber sido insertada para evitar que anulara los futuros votos que pudiera tomar o pudo haber sido un intento del rey inglés de congraciarse con los barones. El evento se estropeó por una gran multitud de espectadores entusiasmados que se precipitaron en el palacio, derribaron una pared y forzaron a Eduardo a salir despavorido por la puerta trasera.
Isabel tenía 12 años en el momento de su boda, era joven según los estándares de la época; Eduardo probablemente tuvo relaciones sexuales con amantes durante sus primeros años juntos. Durante este tiempo el rey inglés engendró a un hijo ilegítimo, Adam, quien nació posiblemente en 1307. El primer hijo de Eduardo e Isabel, el futuro Eduardo III, nació en 1312 rodeado de grandes celebraciones; siguieron otros tres hijos: Juan en 1316, Leonor en 1318 y Juana en 1321.

### Tensiones sobre Gaveston

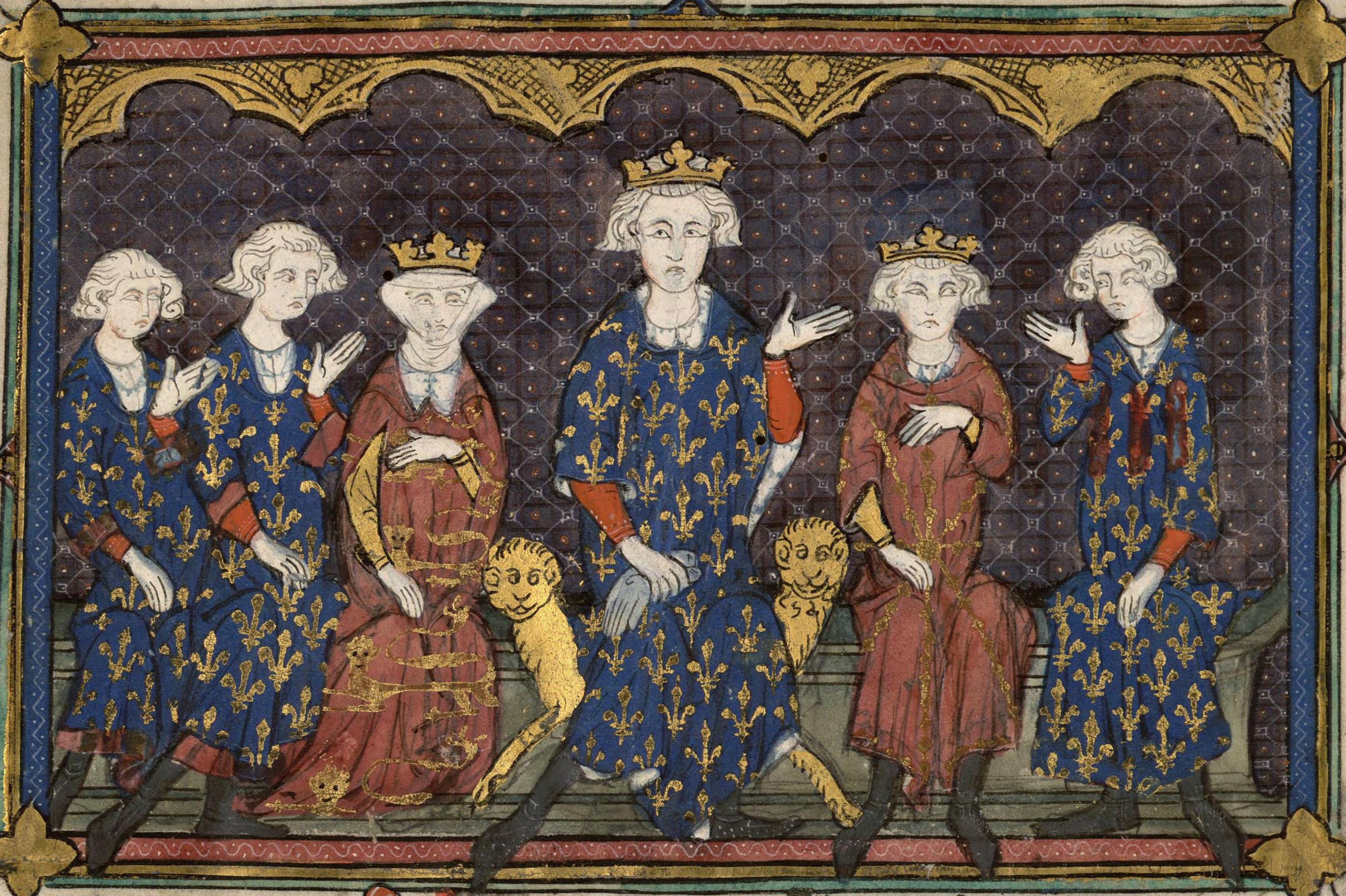
Isabel (tercera desde la izquierda), cónyuge de Eduardo II, con su padre Felipe IV de Francia (al centro). Ilustración del.

El retorno de Gaveston del exilio en 1307 fue inicialmente aceptado por los barones, pero la oposición creció rápidamente. Aparentemente tenía una influencia excesiva en la política real, lo que provocó las quejas de un cronista de que había «dos reyes gobernando en un reino, uno en nombre y otro en acción». Surgieron acusaciones, probablemente falsas, de que Gaveston había robado fondos reales y hurtado los regalos de boda de Isabel. Gaveston había jugado un rol clave en la coronación de Eduardo, lo que provocó la ira de los contingentes ingleses y franceses sobre la precedencia ceremonial del conde y sus vestiduras magníficas y la aparente preferencia de Eduardo por la compañía de Gaveston por sobre la de su esposa Isabel en la fiesta.
El Parlamento se reunió en febrero de 1308 en un ambiente caldeado. El rey inglés estaba ansioso por discutir la posible reforma gubernamental, pero los barones no estaban dispuestos a iniciar ningún debate hasta que el problema de Gaveston se hubiera resuelto. La toma de las armas parecía probable, pero la situación se solucionó mediante la intervención del moderado Henry de Lacy, conde de Lincoln, quien convenció a los barones de que se retiraran. En abril se celebró un nuevo parlamento, en el que los barones criticaron una vez más a Gaveston y exigían su exilio, esta vez con el apoyo de Isabel y la monarquía francesa. Eduardo se resistió, pero finalmente accedió; acordó enviar a Gaveston a Aquitania, bajo amenaza de excomunión por parte del arzobispo de Canterbury si regresaba. En el último momento, el rey inglés cambió de opinión y envió a Gaveston a Dublín, designándolo lord teniente de Irlanda.
Eduardo pidió una nueva campaña militar para Escocia, pero esta idea fue abandonada silenciosamente y, en su lugar, el rey inglés y los barones se reunieron en agosto de 1308 para discutir la reforma. Detrás de escena, Eduardo abrió negociaciones para convencer tanto al papa Clemente V como a Felipe IV de permitir que Gaveston regresara a Inglaterra y ofreció a cambio suprimir a los caballeros templarios en Inglaterra y liberar de prisión al obispo Langton. Eduardo convocó una nueva reunión de miembros de la iglesia y magnates importantes en enero de 1309, también los principales condes se reunieron entre marzo y abril, posiblemente bajo la dirección de Thomas, conde de Lancaster. Siguió otro parlamento, que rechazó permitir que Gaveston regresara a Inglaterra, pero ofreció conceder a Eduardo impuestos adicionales si permitía un programa de reformas.
El rey inglés aseguró al romano pontífice que el conflicto en torno al papel de Gaveston había llegado a su fin. Sobre la base de estas promesas y las preocupaciones sobre el procedimiento cómo se había tomado la decisión original, el papa acordó anular la amenaza del arzobispo de excomulgar a Gaveston, lo que abrió la posibilidad del regreso de Gaveston. Este último regresó a Inglaterra en junio, donde fue recibido por Eduardo. En el parlamento del mes siguiente, el rey inglés hizo una serie de concesiones para apaciguar a quienes se oponían a Gaveston, como acordar límites de los poderes del mayordomo real y el mariscal de la casa real, regular los poderes impopulares de la Corona sobre el aprovisionamiento y abandonar la legislación aduanera recientemente promulgada; en compensación, el Parlamento acordó nuevos impuestos para la guerra en Escocia. Al menos temporalmente, Eduardo y los barones parecían haber llegado a un compromiso exitoso.

### Ordenanzas de 1311
Después de su regreso, la relación de Gaveston con los principales barones se hizo cada vez más turbia. Le consideraban arrogante, por lo que se dedicó a referirse a los condes con nombres ofensivos, como llamando a uno de sus miembros más poderosos «perro de Warwick». El conde de Lancaster y los enemigos de Gaveston rechazaron asistir al parlamento en 1310 porque Gaveston estaría presente. Eduardo enfrentaba problemas financieros cada vez mayores, ya que debía £ 22 000 a sus banqueros italianos los Frescobaldi y se enfrentaba a protestas sobre cómo estaba utilizando su derecho de recompensas para adquirir suministros para la guerra de Escocia. Sus intentos de reunir un ejército para Escocia colapsaron y los condes suspendieron la recaudación de los nuevos impuestos.
El rey inglés y el Parlamento se volvieron a reunir en febrero de 1310 y las discusiones propuestas sobre la política escocesa fueron remplazadas por un debate sobre problemas internos. Solicitaron a Eduardo que abandonara a Gaveston como su consejero y en su lugar adoptara un concilio de 21 barones elegidos, denominados ordainers («ordenadores»), quienes implementarían una reforma generalizada tanto del gobierno como de la casa real. Bajo gran presión, Eduardo aceptó la propuesta y fueron elegidos los ordainers, en términos generales divididos entre reformistas y conservadores. Mientras los ordainers comenzaban sus planes de reforma, Eduardo y Gaveston dirigieron un nuevo ejército de alrededor de 4700 hombres a Escocia, donde la situación militar había continuado deteriorándose. Roberto I se negó a dar batalla y la campaña progresó de manera ineficaz durante el invierno hasta que se agotaron los suministros y el dinero en 1311, lo que forzó a Eduardo a regresar al sur.
En este momento los ordainers habían elaborado sus ordenanzas para la reforma y Eduardo tenía pocas opciones políticas, pero cedió y las aprobó en octubre. Las Ordenanzas de 1311 contenían cláusulas que limitaban el derecho del rey inglés a ir a la guerra o conceder tierras sin la aprobación del Parlamento, otorgaban al Parlamento control sobre la administración real, abolían el sistema de recompensas —se excluyó a los banqueros Frescobaldi— e introducía un sistema para supervisar el cumplimiento las ordenanzas. Además, se ordenaba nuevamente el exilio de Gaveston, esta vez con instrucciones de que no se le permitiera vivir en ninguna parte dentro de las tierras de Eduardo —como Gascuña e Irlanda— y que debía ser despojado de sus títulos nobiliarios. Eduardo se retiró a sus propiedades en Windsor y Kings Langley; Gaveston abandonó Inglaterra, posiblemente hacia el norte de Francia o Flandes.

### Muerte de Gaveston
Las tensiones entre Eduardo y los barones se mantuvieron candentes; los condes opuestos al rey inglés mantuvieron sus ejércitos personales movilizados hasta fines de 1311. En este momento, Eduardo ya se había distanciado de su primo, el conde de Lancaster, que poseía los condados de Lancaster, Leicester, Lincoln, Salisbury y Derby, con un ingreso anual de alrededor de £ 11 000 de sus tierras, casi el doble que el de los barones más ricos. Con el respaldo de los condes de Arundel, Gloucester, Hereford, Pembroke y Warwick, Lancaster dirigía una poderosa facción en Inglaterra, pero no estaba personalmente interesado en la administración práctica ni era un político particularmente creativo o efectivo.
Eduardo respondió a la amenaza del barón con la revocación de las ordenanzas y trayendo a Gaveston de vuelta a Inglaterra; se reunió con él en York en enero de 1312. Los barones estaban furiosos y se reunieron en Londres, donde Gaveston fue excomulgado por el arzobispo de Canterbury y se pusieron en marcha planes para capturarlo y evitar que huyera a Escocia. Eduardo, Isabel y Gaveston se escaparon a Newcastle, perseguidos por Lancaster y sus seguidores. Abandonando muchas de sus pertenencias, los tres huyeron por barco y arribaron en Scarborough, donde Gaveston se quedó mientras Eduardo e Isabel regresaron a York. Después de un breve asedio, Gaveston se entregó a los condes de Pembroke y Surrey, con la promesa de que no sería herido. Cargaba consigo una gran colección de oro, plata y gemas, probablemente parte del tesoro real, por lo que más tarde fue acusado de haber robado al rey inglés.
En el camino de regreso desde el norte, Pembroke se detuvo en el pueblo de Deddington en las Tierras Medias y allí puso a Gaveston bajo custodia mientras visitaba a su esposa. El conde de Warwick aprovechó esta oportunidad para apoderarse de Gaveston y lo llevó al castillo de Warwick, donde Lancaster y el resto de su facción se reunieron el 18 de junio. En un breve juicio, Gaveston fue declarado culpable de traición, según los términos de las ordenanzas; fue ejecutado en la colina Blacklow de Leek Wootton al día siguiente, bajo las órdenes del conde de Lancaster. El cadáver de Gaveston no fue enterrado hasta 1315, cuando se llevó a cabo su funeral en el priorato de Kings Langley.

### Tensiones con Francia y el conde de Lancaster

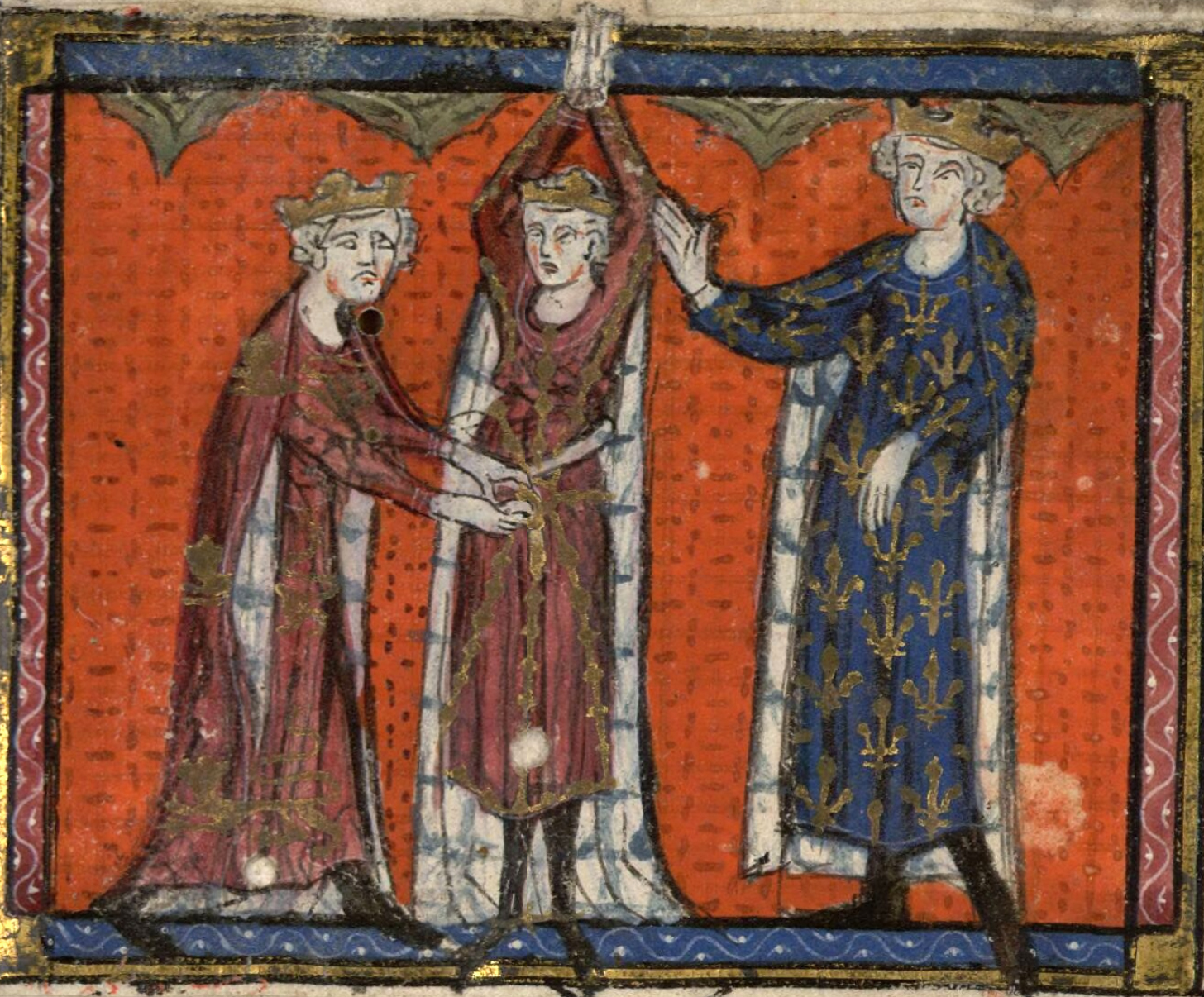
Eduardo II (a la izquierda) y Felipe IV en la ceremonia de nombramiento de caballeros en Notre-Dame (1312).

Las reacciones a la muerte de Gaveston variaron considerablemente. Eduardo estaba furioso y profundamente molesto por lo que consideraba un asesinato; hizo dispensas para la familia de Gaveston y tuvo la intención de vengarse de los barones involucrados. Los condes de Pembroke y Surrey estaban avergonzados e indignados por las acciones de Warwick, por lo que apoyaron a Eduardo después de esto. Para Lancaster y su núcleo de seguidores, la ejecución había sido tanto legal como necesaria para preservar la estabilidad del reino. La guerra civil parecía probable, pero en diciembre, el conde de Pembroke negoció un posible tratado de paz entre ambos bandos, que perdonaría a los barones opositores por el asesinato de Gaveston a cambio de su apoyo a una nueva campaña en Escocia. No obstante, los condes de Lancaster y Warwick no dieron su aprobación inmediata al tratado y continuaron las negociaciones durante la mayor parte de 1313.
Mientras tanto, el conde de Pembroke había estado negociando con Francia para resolver los desacuerdos de varios años atrás sobre la administración de Gascuña y, como parte de esto, Eduardo e Isabel convinieron viajar a París en junio de 1313 para reunirse con Felipe IV. Eduardo probablemente esperaba que ambos resolvieran los problemas en el sur de Francia y recibir el respaldo de Felipe IV sobre la disputa con los barones; para el rey francés era una oportunidad para impresionar a su yerno con su poder y riqueza. Resultó una visita espectacular, con una gran ceremonia en la que los dos reyes nombraron caballeros a los hijos de Felipe IV y otros 200 hombres en Notre-Dame, grandes banquetes en la ribera del Sena y una declaración pública de que ambos monarcas y sus esposas se unirían al Levante. Felipe IV dio condiciones indulgentes para resolver los problemas en Gascuña y el evento fue estropeado por un grave incendio en los aposentos de Eduardo.
A su regreso de Francia, la posición política de Eduardo estaba más fortalecida. Después de una intensa negociación, los condes —entre ellos Lancaster y Warwick— llegaron a un compromiso en octubre de 1313, fundamentalmente similar al borrador del acuerdo del pasado diciembre. Las finanzas de Eduardo mejoraron, gracias a que el Parlamento acordó la recaudación de impuestos, a un préstamo de 160 000 florines (£ 25 000) del papa, £ 33 000 que pidió prestado a Felipe IV y préstamos adicionales organizados por el nuevo banquero italiano de Eduardo, Antonio Pessagno. Por primera vez en su reinado, su gobierno estaba bien financiado.

### Batalla de Bannockburn

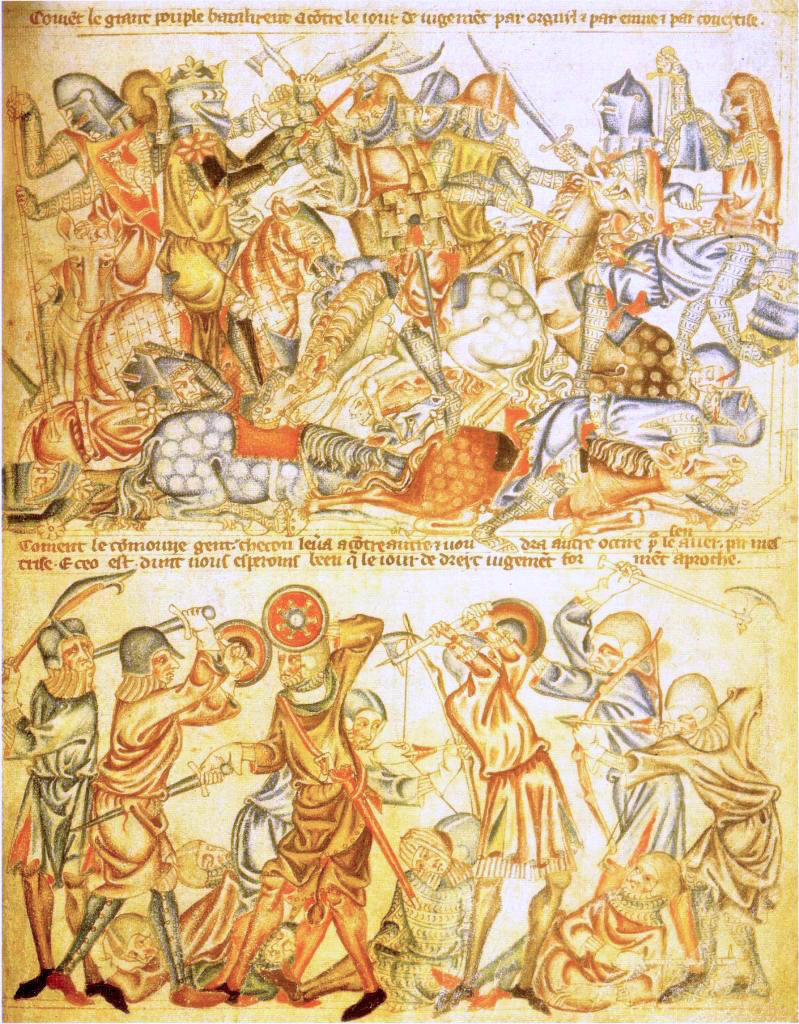
Representación de la batalla de Bannockburn en 1314 de la Biblia de Holkham (1327-1335).

En 1314, Roberto I había recapturado la mayoría de los castillos en Escocia que alguna vez tuvo Eduardo y expulsó a los grupos de asalto en el norte de Inglaterra hasta Carlisle. En respuesta, Eduardo planeó una gran campaña militar con el apoyo de Lancaster y los barones y reunió a un ejército de entre 15 000 y 20 000 hombres. Entretanto, Roberto I estaba sitiando el castillo de Stirling, una fortificación importante en Escocia; su comandante inglés había declarado que se rendiría a menos que Eduardo llegara antes del 24 de junio. La noticia llegó al rey inglés a fines de mayo y decidió acelerar su marcha hacia el norte desde Berwick para liberar el castillo. Roberto I contaba con 5500-6500 soldados, predominantemente lanceros, preparados para evitar que las tropas de Eduardo llegaran a Stirling.
La batalla comenzó el 23 de junio cuando el ejército inglés intentó abrirse camino a través del terreno elevado del Bannock Burn, que estaba rodeado de marismas. Se produjeron escaramuzas entre ambos bandos, lo que provocó la muerte de Henry de Bohun, a quien Roberto I mató en combate personal. Eduardo continuó su avance al día siguiente y se encontró con el grueso del ejército escocés cuando salieron del bosque de New Park. Aparentemente no esperaba que los escoceses libraran batalla allí y, como resultado, mantuvo a sus tropas marchando ordenadamente en lugar de combatir, con sus arqueros —que generalmente se empleaban para romper formaciones enemigas de lanceros— en la retaguardia de su ejército y no en la vanguardia. A su caballería le resultó difícil operar en el estrecho terreno y fue aplastada por los lanceros de Roberto I. El ejército inglés estaba agobiado y sus líderes no pudieron recuperar el control.
Eduardo se quedó para luchar, pero el conde de Pembroke se dio cuenta de que la batalla estaba perdida y condujo al rey inglés fuera del campo de batalla, perseguido ferozmente por las fuerzas escocesas. Eduardo logró escapar de los intensos combates y se comprometió a fundar un hogar religioso carmelita en Oxford si sobrevivía. El historiador Roy Haines describió la derrota como una «calamidad de proporciones deslumbrantes» para los ingleses, cuyas pérdidas en la batalla fueron enormes. Debido a esto, Eduardo se retiró a Dunbar, luego viajó en barco a Berwick y luego de regreso a York; en su ausencia, el castillo de Stirling cayó prontamente.

### Hambruna y críticas
Después del fracaso de Bannockburn, aumentó la influencia política de los condes de Lancaster y Warwick, quienes presionaron a Eduardo para volver a implementar las Ordenanzas de 1311. Lancaster se convirtió en el jefe del consejo real en 1316, con la promesa de llevar adelante las ordenanzas a través de una nueva comisión de reforma, pero aparentemente abandonó este rol poco después, en parte debido a desacuerdos con los demás barones y posiblemente a causa de problemas de salud. Lancaster rechazó entrevistarse con Eduardo en el Parlamento durante los siguientes dos años, lo que paralizó el gobierno. Esto bloqueó cualquier esperanza de una nueva campaña en Escocia y aumentó los temores de una guerra civil. Después de mucha negociación —en la que estuvo involucrado una vez más el conde de Pembroke—, Eduardo y el conde de Lancaster finalmente acordaron el Tratado de Leake en agosto de 1318, que indultó a Lancaster y su facción y estableció un nuevo consejo real, lo que evitó temporalmente el conflicto.
Las dificultades de Eduardo se vieron empeoradas por problemas prolongados en la agricultura inglesa, parte de un fenómeno más amplio en el norte de Europa conocido como la Gran Hambruna. Comenzó con lluvias torrenciales a finales de 1314, seguidas por un invierno recrudecido y fuertes precipitaciones en la primavera siguiente que mataron muchas ovejas y ganado. El mal tiempo continuó —casi sin cesar— en 1321, lo que resultó en una serie de malas cosechas. Los ingresos de las exportaciones de lana cayeron en picado y el precio de los alimentos aumentó, a pesar de los intentos del gobierno de Eduardo de controlar los precios. El rey inglés pidió que los acaparadores liberar alimentos y trató de alentar tanto el comercio interno como la importación de granos, pero tuvo poco éxito. La requerimiento de disposiciones a la corte real durante los años de hambruna solo aumentó las tensiones.
Mientras tanto, Roberto I aprovechó su victoria en Bannockburn para atacar el norte de Inglaterra, inicialmente a Carlisle y Berwick y después llegando más al sur a Lancashire y Yorkshire, incluso amenazando a la propia York. Eduardo emprendió una campaña costosa pero infructuosa para frenar el avance escocés en 1319, pero la hambruna hizo cada vez más difícil mantener sus guarniciones abastecidas de alimentos. Entretanto, una expedición escocesa dirigida por el hermano de Roberto I invadió con éxito Irlanda en 1315, donde Edward Bruce se declaró el rey de Irlanda. Finalmente fue derrotado en 1318 por el justiciar irlandés Edmund Butler en la batalla de Faughart, en la que Bruce fue asesinado y su cabeza cortada fue enviada al rey inglés. También estallaron revueltas en Lancashire y Brístol en 1315 y en Glamorgan en Gales en 1316, pero fueron reprimidas.
En Inglaterra, el hambre y las incursiones escocesas se sentían como un castigo de Dios, mientras las quejas sobre Eduardo se multiplicaron. En un poema contemporáneo se describían los «Malos tiempos de Eduardo II» (Evil times of Edward II). Muchos criticaban el «impropio» e innoble interés del rey inglés en las actividades rurales. En 1318, un hombre enfermo mentalmente llamado John de Powderham apareció en Oxford y alegaba que era el verdadero Eduardo II y que el que estaba reinando era alguien con el que había sido intercambiado al nacer. John fue rápidamente ejecutado, pero sus afirmaciones resonaron con aquellos que criticaban al rey inglés por su constante falta de comportamiento y liderazgo. También creció la oposición en torno al tratamiento de Eduardo hacia sus favoritos reales.
Había logrado retener a algunos de sus asesores previos —a pesar de los intentos de los ordainers  de expulsarlos— y dividió la extensa herencia del conde de Gloucester entre dos de sus nuevos favoritos, los caballeros retirados Hugh Audley y Roger Damory, lo que los hizo extremadamente ricos. Muchos de los miembros moderados que habían ayudado a lograr el compromiso pacífico en 1318 ya comenzaban a volverse contra Eduardo, lo que hizo que la violencia fuera cada vez más probable.

### Guerra de los Despenser
La guerra civil finalmente estalló en Inglaterra en 1321, desencadenada por la tensión entre muchos de los barones y los favoritos del rey inglés, la familia Despenser. Hugh Despenser «el Viejo» había servido tanto a Eduardo como a su padre, mientras que Hugh Despenser «el Joven» se había casado una  con la acaudalada Leonor de Clare, se había convertido en el chambelán del rey y había adquirido Glamorgan en las Marcas Galesas en 1317. Hugh «el Joven» posteriormente expandió sus posesiones y su poder a través de Gales, principalmente a expensas de los otros marcher lord. El conde de Lancaster y los Despenser eran enemigos feroces y la antipatía de Lancaster era compartida por la mayoría de los vecinos de los Despensers, como el conde de Hereford, la familia Mortimer y los recientemente favorecidos Hugh Audley y Roger Damory. Sin embargo, Eduardo dependía cada vez más de los Despenser en busca de consejo y apoyo y era particularmente cercano a Hugh «el Joven», a quien un cronista señaló que «amaba ... con todo su corazón y mente».
A principios de 1321, Lancaster movilizó una coalición de adversarios de los Despenser a través de los territorios de las Marcas. Eduardo y Hugh «el Joven» se percataron de estos planes en marzo y se dirigieron al oeste, con la esperanza de que las negociaciones dirigidas por el moderado conde de Pembroke tranquilizarían la crisis. Esta vez, Pembroke se excusó y rehusó intervenir, por lo que estalló la guerra en mayo. Las tierras de los Despenser fueron rápidamente ocupadas por una coalición de marcher lord y la pequeña nobleza local; Lancaster celebró una reunión de alto nivel de los barones y el clero en junio condenó a los Despenser por haber violado las ordenanzas. Eduardo buscó la reconciliación, pero en julio la oposición ocupó Londres y exigió el detierro permanente de los Despenser. Temiendo que pudiera ser depuesto si se negaba, Eduardo acordó exiliar a los Despenser y perdonó a los marcher lord por sus acciones.
Eduardo comenzó a planear su venganza. Con la ayuda de Pembroke, el rey inglés formó una pequeña coalición de sus hermanastros, algunos de los condes y los clérigos principales y se preparó para la guerra. Eduardo comenzó con Bartholomew de Badlesmere: Isabel fue enviada a la fortaleza de Badlesmere —el castillo de Leeds— para crear deliberadamente un casus belli. La esposa de Bartholomew, Margaret, cayó en la trampa y sus hombres mataron a varios miembros de la comitiva de Isabel, lo que dio a Eduardo una excusa para intervenir. Lancaster rehusó ayudar a Bartholomew —quien también era su enemigo personal— y Eduardo rápidamente recuperó el control del sudeste de Inglaterra. Alarmado, Lancaster movilizó su ejército en el norte de Inglaterra y Eduardo reunió sus propias tropas en el sudoeste. Los Despenser regresaron del exilio y fueron indultados por el consejo real.
En diciembre, Eduardo condujo su ejército a través del Severn y avanzó hacia las Marcas Galesas, donde las tropas de la oposición se habían reunido. La coalición de marcher lord se desplomó y los Mortimer se rindieron ante el rey inglés, pero Damory, Audley y el conde de Hereford avanzaron hacia el norte en enero para unirse a Lancaster, quien había sitiado el castillo real de Tickhill. Reforzado por nuevas tropas de los marcher lord, Eduardo los persiguió y se encontró con el ejército de Lancaster el 10 de marzo en Burton-on-Trent. Lancaster, en inferioridad numérica, se retiró sin luchar y huyó hacia el norte. Andrew Harclay acorraló a Lancaster en la batalla de Boroughbridge y capturó al conde. Eduardo y Hugh «el Joven» se encontraron con Lancaster en el castillo de Pontefract, donde, después de un juicio sumario, fue declarado culpable de traición y decapitado.

### Eduardo y los Despenser

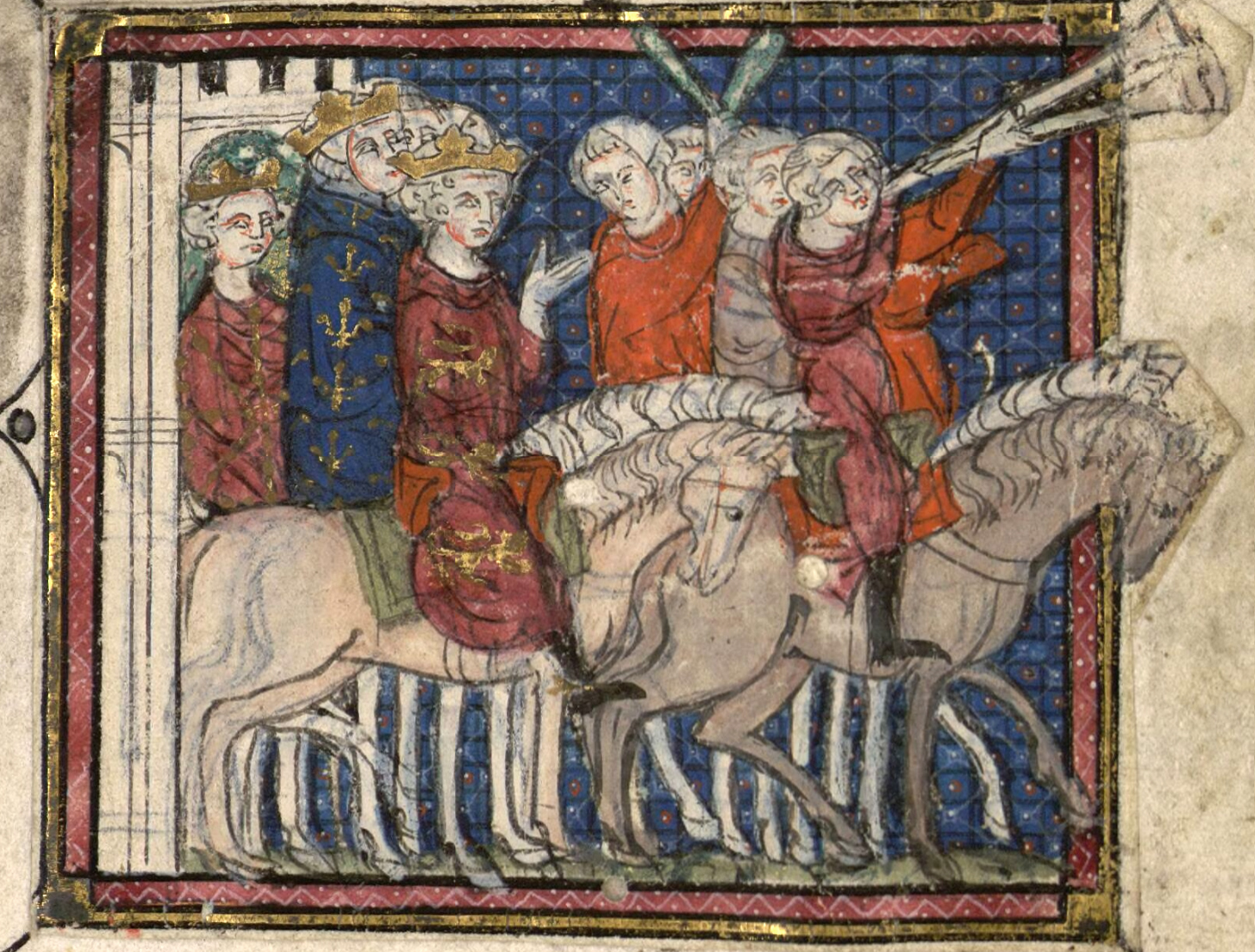
Eduardo II (tercero desde la izquierda) cazando con Felipe IV. Miniatura del.

Eduardo castigó a los partidarios de Lancaster mediante un sistema de tribunales especiales en el país, con jueces instruidos por adelantado sobre cómo condenar a los acusados, a quienes no se les permitió hablar en defensa propia. Muchos de estos supuestos «contrariantes» (Contrariants) rápidamente fueron ejecutados, mientras otros fueron encarcelados o multados, sus tierras confiscadas y sus familiares sobrevivientes detenidas. El conde de Pembroke —de quien Eduardo ya desconfiaba— fue arrestado y solo liberado después de comprometer sus posesiones como garantía de su propia lealtad. Eduardo recompensó a sus fieles seguidores, especialmente a la familia Despenser, con las propiedades confiscadas y nuevos títulos nobiliarios. Las multas y confiscaciones enriquecieron a Eduardo: obtuvo casi £ 15 000 durante los primeros meses y, en 1326, el tesoro del rey inglés contenía £ 62 000. Se celebró un parlamento en York en marzo de 1322 en el que las ordenanzas se abolieron formalmente mediante el Estatuto de York y se aprobaron nuevos impuestos para una nueva campaña contra los escoceses.
La campaña inglesa contra Escocia se planeó a gran escala, con una fuerza de alrededor de 23 350 hombres. Eduardo avanzó por Lothian hacia Edimburgo, pero Roberto I declinó reunirse con él en la batalla, mientras Eduardo se adentraba en Escocia. Los planes para reabastecer la campaña por mar fracasaron y el gran ejército rápidamente se quedó sin comida. El rey inglés se vio forzado a retirarse al sur de la frontera, perseguido por las bandas de asalto escocesas. El hijo ilegítimo de Eduardo, Adam, murió durante la campaña y las bandas invasoras casi capturan a Isabel, quien se alojaba en Tynemouth y tuvo que escapar por mar. El rey inglés planificó una nueva campaña, respaldada por una ronda de impuestos adicionales, pero la confianza en la política escocesa de Eduardo estaba disminuyendo. Andrew Harclay, quien aseguró las victorias de Eduardo el año anterior y recientemente nombrado conde de Carlisle, negoció independientemente un tratado de paz con Roberto I, en el que propuso que Eduardo reconocería a Roberto I como rey de Escocia y que, a cambio, Roberto I dejaría de interferir en Inglaterra. Enfurecido, Eduardo inmediatamente ordenó ejecutar a Harclay, pero aceptó una tregua de trece años con Roberto I.
Hugh Despenser «el Joven» vivió con todas las comodidades, desempeñó un rol de liderazgo en el gobierno de Eduardo y aplicaba sus políticas a través de una amplia red de secuaces familiares. Con el apoyo de Robert Baldock y Walter de Stapledon, canciller y tesorero, respectivamente, los Despenser acumularon tierras y riqueza y utilizaron su posición en el gobierno para encubrir superficialmente lo que el historiador Seymour Phillips describió como «la realidad del fraude, las amenazas de violencia y el abuso del procedimiento legal». Mientras tanto, Eduardo enfrenta una creciente oposición. Se rumoreaba sobre de los supuestos milagros alrededor de la tumba del difunto conde de Lancaster y en la horca utilizada para ejecutar a los miembros de la oposición en Brístol. La ley y el orden comenzaron a derrumbarse, alentados por el caos ocasionado por la incautación de tierras. La antigua oposición formada por los colegas de los marcher lord intentó liberar a los prisioneros que Eduardo tenía en el castillo de Wallingford; Roger Mortimer, uno de los más prominentes marcher lord tras las rejas, escapó de la Torre de Londres y huyó a Francia.

### Guerra con Francia
Los desacuerdos entre Eduardo y la Corona francesa sobre el Ducado de Gascuña provocaron la guerra de Saint-Sardos en 1324. Carlos IV —cuñado de Eduardo— ascendió al trono francés en 1322 y era más agresivo que sus predecesores. En 1323, insistía en que el rey inglés fuera a París a rendirle homenaje por Gascuña y exigía que los administradores de Eduardo en Gascuña permitieran que los oficiales franceses allí cumplieran las órdenes dadas en París. El asunto llegó a un punto crítico en octubre cuando un grupo de soldados del rey inglés ahorcaron a un sargento francés por intentar construir una nueva ciudad fortificada en el Agenais, una sección disputada de la frontera gascona. Eduardo negó toda responsabilidad por este incidente, pero las relaciones entre él y Carlos IV se deterioraron. En 1324, Eduardo envió a Pembroke a París para negociar una solución, pero el conde murió repentinamente de una enfermedad en el camino. Carlos IV movilizó su ejército y ordenó la invasión de Gascuña.
Las tropas de Eduardo en Gascuña consistían de aproximadamente 4400 soldados, pero el ejército francés —comandado por Carlos de Valois— alcanzaba los 7000. Valois tomó el Agenais y luego avanzó más y aisló la ciudad principal de Burdeos. En respuesta, Eduardo ordenó el arresto de cualquier francés en Inglaterra y se apoderó de las tierras de Isabel, sobre la base de que ella era de origen francés. En noviembre de 1324 se reunió con los condes y la iglesia en Inglaterra, quienes recomendaron que Eduardo condujera una fuerza de 11 000 hombres a Gascuña. El rey inglés decidió no ir personalmente y envió en su lugar al conde de Surrey. Entretanto, Eduardo abrió nuevas negociaciones con el rey francés. Carlos IV presentó varias propuestas: la más tentadora de estas era que sugería que si Isabel y su hijo Eduardo viajaban a la capital francesa, el príncipe heredero debía rendir homenaje al rey francés por Gascuña, lo que terminaría la guerra y Carlos IV devolvería el Agenais. Eduardo y sus consejeros tenían dudas sobre el envío del príncipe heredero a Francia, pero convinieron que Isabel fuera enviada sola en marzo de 1325.

## Caída del poder

### Disentimiento con Isabel

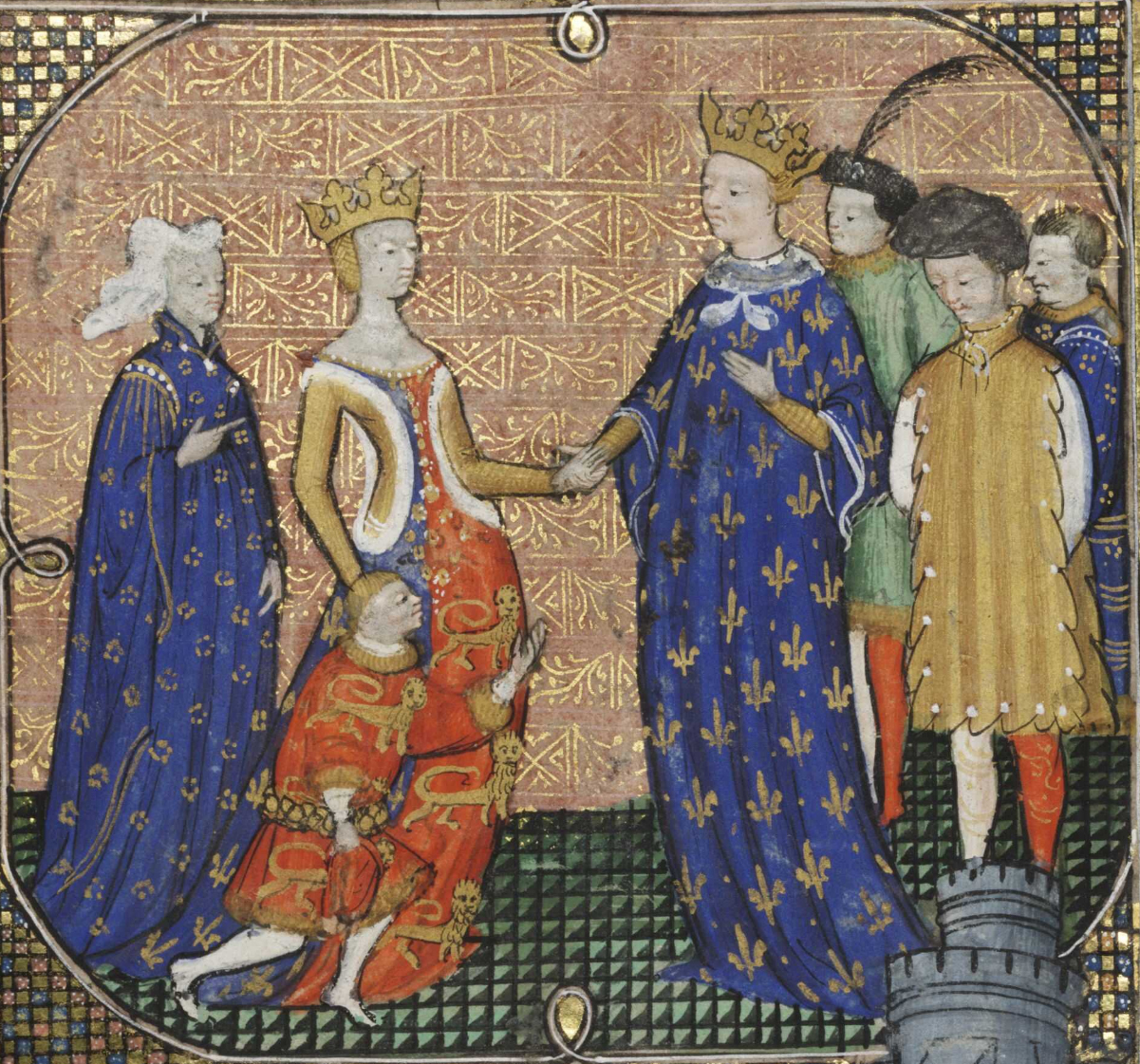
El joven príncipe Eduardo rindiendo homenaje en 1325 a Carlos IV bajo la guía de su madre Isabel. Miniatura del.

Isabel y los enviados de Eduardo realizaron negociaciones con los franceses a fines de marzo. Las discusiones resultaron difíciles y llegaron a un acuerdo solo después de que Isabel interviniera personalmente con su hermano Carlos IV. Los términos favorecían a la Corona francesa: entre otras cosas, Eduardo rendiría homenaje en persona a Carlos IV por Gascuña. Preocupado por las consecuencias de una nueva guerra, Eduardo aceptó el tratado pero decidió entregar Gascuña a su hijo y envió al príncipe heredero a rendir homenaje en París. El joven Eduardo cruzó el canal de la Mancha y completó el trato en septiembre.
Eduardo ya esperaba que Isabel y su hijo regresaran a Inglaterra, pero en cambio ella permaneció en Francia y no mostraba ninguna intención de regresar. Hasta 1322, el matrimonio de Eduardo e Isabel aparentemente era exitoso, pero en el momento en que la reina consorte partió a Francia en 1325 ya estaba deteriorado. Posiblemente a Isabel le desagradaba intensamente Hugh Despenser «el Joven», en parte debido a su abuso de mujeres de alto estatus. Isabel se sentía avergonzada por haber huido de los ejércitos escoceses tres veces durante su matrimonio con Eduardo y echó la culpa a Hugh por la última vez en 1322. Cuando Eduardo negoció la reciente tregua con Roberto I, el rey inglés habían perjudicado gravemente varias familias nobles que poseían tierras en Escocia, como los Beaumont, amigos íntimos de Isabel. También estaba enojada por el arresto de su familia y la confiscación de sus tierras en 1324. Finalmente, Eduardo se había llevado a sus hijos y les había entregado la custodia de ellos a la esposa de Hugh.
Para febrero de 1326, era claro que Isabel estaba involucrada en una relación con el exiliado marcher lord, Roger Mortimer. Se desconoce cuándo Isabel conoció a Mortimer o cuándo comenzó su relación, pero ambos querían ver a Eduardo y los Despenser fuera del poder. El rey inglés hizo un llamado a su hijo para que regresara y que Carlos IV interviniera en su nombre, pero esto no tuvo efecto.
Los oponentes de Eduardo comenzaron a reunirse con Isabel y Mortimer en París, mientras el rey inglés estaba cada vez más nervioso por la alarmado de que Mortimer invadiera Inglaterra. Isabel y Mortimer recurrieron a Guillermo, conde de Henao, y propusieron un matrimonio entre el príncipe Eduardo y la hija del conde, Felipa. En retribución por la alianza ventajosa con el heredero inglés al trono y una considerable dote por la novia, Guillermo ofreció 132 barcos de transporte y 8 buques de guerra para asistir la invasión a Inglaterra. El príncipe Eduardo y Felipa fueron prometidos el 27 de agosto e Isabel y Mortimer se prepararon para su campaña.

### Invasión

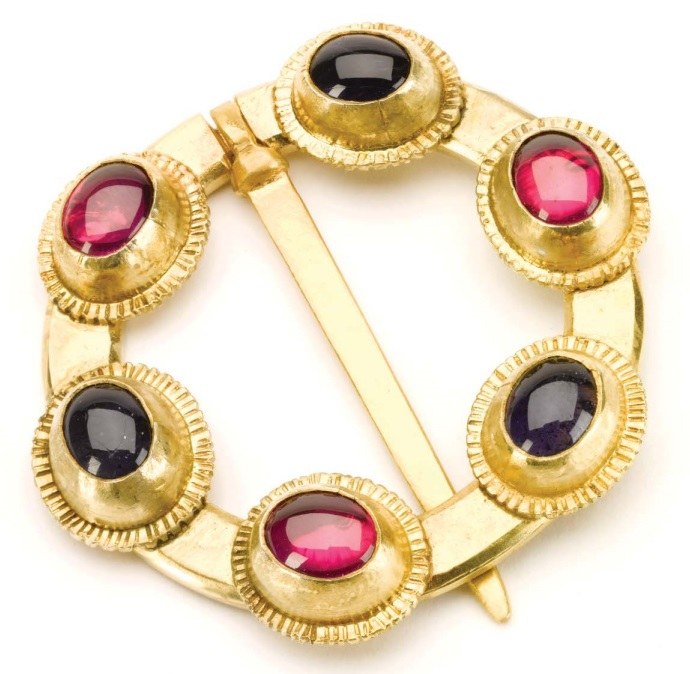
Réplica del broche Oxwich, probablemente propiedad de Eduardo y robado durante los eventos de 1326.

Durante agosto y septiembre de 1326, Eduardo movilizó sus defensas a lo largo de las costas de Inglaterra para protegerse contra una posible invasión desde de Francia o por Roger Mortimer. Las flotas se reunieron en los puertos de Portsmouth en el sur, en el río Orwell en la costa este y fue enviada una fuerza de ataque de 1600 hombres a través del canal de la Mancha hacia Normandía como un ataque de distracción. Eduardo pronunció un llamado nacionalista para que sus súbditos defendieran el reino, pero tuvo poco impacto. El dominio del poder al nivel local era frágil, los Despenser eran ampliamente rechazados y muchos en los que Eduardo confió la defensa del reino resultaron incompetentes o se alzaron rápidamente en contra de su autoridad. Se ordenó a unos 2000 hombres reunirse en el Orwell para repeler cualquier invasión, pero aparentemente solo 55 llegaron allí.

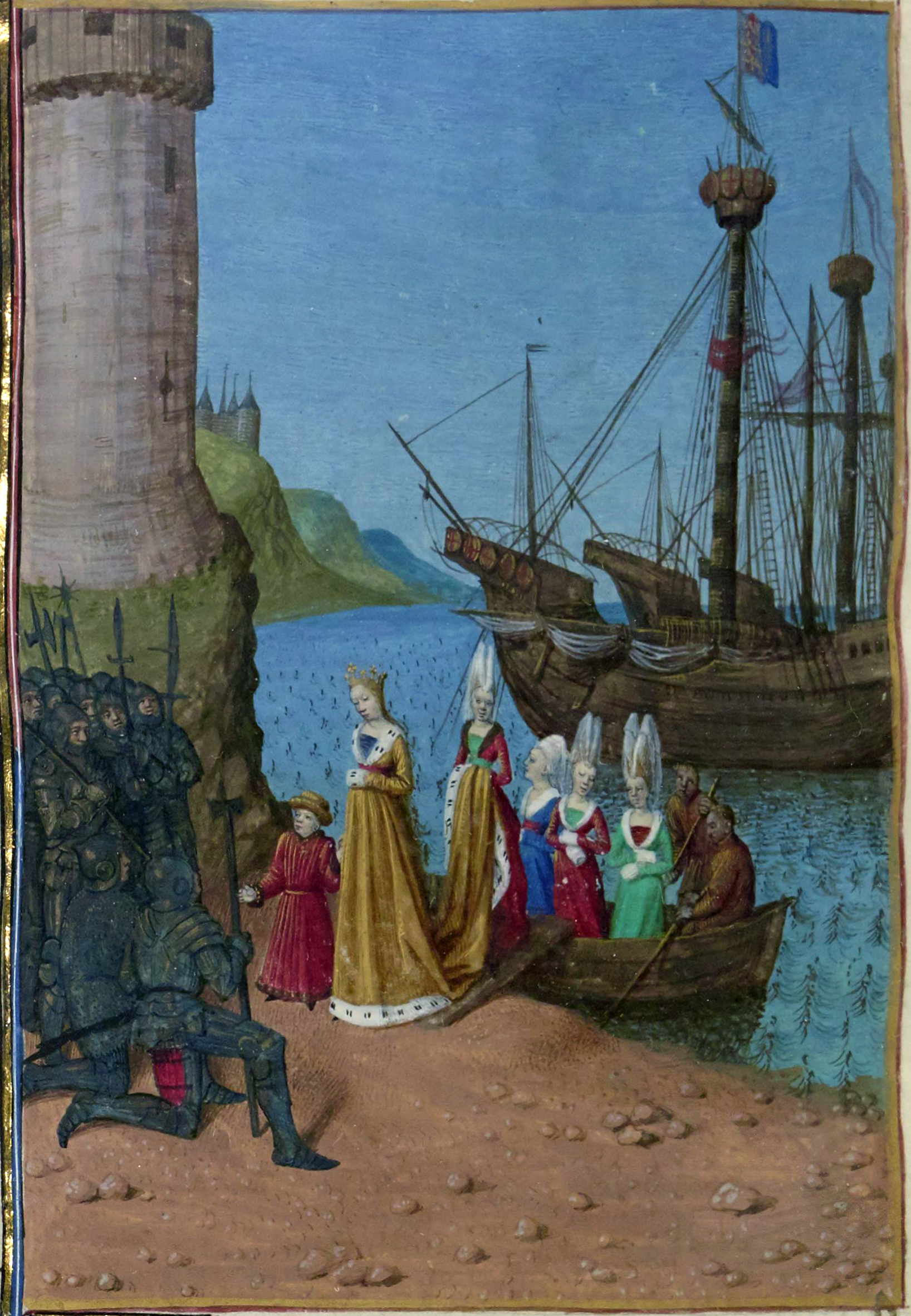
La reina consorte desembarcando en Inglaterra con su hijo el príncipe Eduardo.

Roger Mortimer, Isabel y el príncipe heredero (de trece años), acompañados por Edmund de Woodstock, hermanastro del rey inglés, llegaron al Orwell el 24 de septiembre con una pequeña tropa de soldados y no encontraron resistencia. En cambio, los enemigos de los Despenser se trasladaron rápidamente para unirse a ellos, entre estos el otro hermanastro de Eduardo —Thomas de Brotherton—, Henry de Lancaster —quien había heredado el condado de su hermano Thomas— y varios miembros del alto clero. Acomodado en las residencias de la fortificada y segura Torre de Londres, Eduardo intentó obtener apoyo desde dentro de la capital. La ciudad de Londres se alzó en rebelión contra su gobierno y, el 2 de octubre, el rey inglés salió de Londres y llevó consigo a los Despenser. Londres se sumió en la anarquía, cuando las multitudes atacaron a los funcionarios y seguidores restantes de Eduardo, mataron a su extesorero Walter de Stapledon en la catedral de San Pablo, tomaron la Torre y liberaron a los prisioneros.
Eduardo continuó hacia el oeste por el valle del Támesis y se detuvo Gloucester entre el 9 y el 12 de octubre; esperaba llegar a Gales y desde allí movilizar un ejército contra los invasores. Mortimer e Isabel no se quedaron atrás. Sus proclamaciones condenaron al régimen reciente de los Despenser. Día tras día reunieron nuevos partidarios. Eduardo y Despenser «el Joven» cruzaron la frontera y zarparon de Chepstow, probablemente apuntando primero a Lundy y luego a Irlanda, donde el rey inglés esperaba recibir refugio y reclutar un nuevo ejército. Empero, el mal tiempo los hizo retroceder y arribaron en Cardiff. Eduardo se retiró al castillo de Caerphilly e intentó reunir a sus tropas restantes.
La autoridad de Eduardo colapsó en Inglaterra, donde, en ausencia del rey inglés, la facción de Isabel se hizo cargo de la administración con el apoyo de la Iglesia católica. Sus fuerzas rodearon Brístol, donde Hugh Despenser «el Viejo» se había refugiado; se rindió y fue ejecutado inmediatamente. Eduardo y Hugh «el Joven» huyeron de su castillo alrededor del 2 de noviembre, dejando joyas, suministros considerables y al menos £ 13 000 en efectivo, posiblemente una vez más con la esperanza de llegar a Irlanda, pero el 16 de noviembre fueron traicionados y capturados por un equipo de búsqueda al norte de Caerphilly. Eduardo fue escoltado primero al castillo de Monmouth y de allí a Inglaterra, donde estuvo recluido en la fortaleza de Henry de Lancaster en Kenilworth. Las últimas tropas restantes del rey inglés, guarecidas en el castillo de Caerphilly, se rindieron cinco meses después en abril de 1327.

### Abdicación

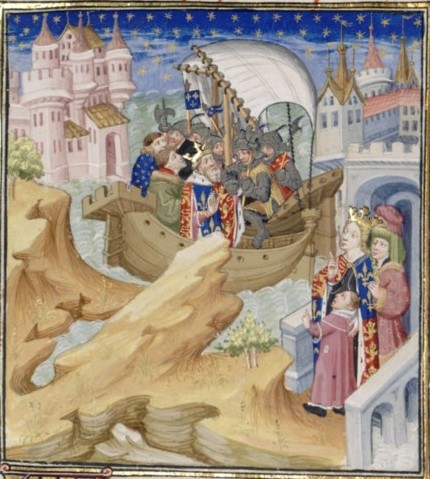
Ilustración del de Isabel capturando a su marido Eduardo II.

Isabel y Mortimer rápidamente se vengaron del antiguo régimen. Hugh Despenser «el Joven» fue llevado a juicio, declarado traidor y sentenciado a ser destripado, castrado y descuartizado; la ejecución se realizó el 24 de noviembre de 1326. El excanciller Robert Baldock murió en la prisión Fleet; el conde de Arundel fue decapitado. Sin embargo, la situación de Eduardo era problemática; todavía seguía casado con Isabel y, en principio, seguía siendo el rey inglés, pero gran parte de la nueva administración tenía mucho que perder si era liberado y potencialmente recuperar el poder.
No había un procedimiento establecido para destituir a un rey inglés. Adam Orleton, obispo de Hereford, hizo una serie de acusaciones públicas sobre la conducta de Eduardo como rey y, en enero de 1327, se reunió un parlamento en Westminster en el que se planteó la cuestión del futuro de Eduardo, quien rehusó asistir a la cita. El Parlamento, inicialmente ambivalente, respondió a las multitudes londinenses que llamaron al príncipe Eduardo a tomar el trono. El 12 de enero, los principales barones y clérigos acordaron que Eduardo II debía ser sacado del poder y reemplazado por su hijo. Al día siguiente fue presentado a una asamblea de los barones, donde se arguyó que el liderazgo débil y las fallas personales de Eduardo habían conducido al reino al desastre y que él era incompetente para dirigir el país.
Poco después, una delegación representativa de barones, clérigos y caballeros fue enviada a Kenilworth para hablar con el rey inglés. El 20 de enero de 1327, Henry de Lancaster y los obispos de Winchester y Lincoln se entrevistaron en privado con Eduardo en el castillo. Le informaron que si renunciaba como monarca, su hijo —el príncipe Eduardo— le sucedería, pero si no lo hacía su hijo podría ser desheredado también y la Corona sería otorgada a un candidato alternativo. En lágrimas, Eduardo accedió a abdicar y, el 21 de enero, William Trussell —quien representaba al reino en su conjunto— retiró su homenaje y formalmente terminó el reinado de Eduardo. Se envió una proclamación a Londres en la que se anunciaba que Eduardo de Caernarvon —su nombre secular— había renunciado libremente a su reino y que el príncipe Eduardo le sucedería. La coronación tuvo lugar en la abadía de Westminster el 2 de febrero de 1327.

## Muerte

### Fallecimiento y consecuencias

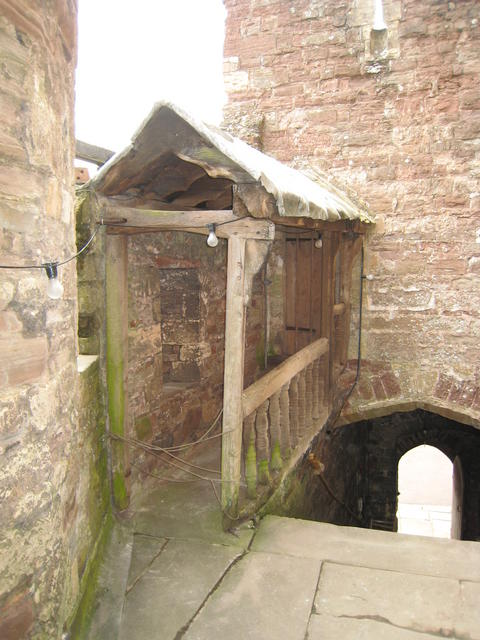
Pasillo cubierto que conduce a una celda dentro del castillo de Berkeley, asociada tradicionalmente con la reclusión de Eduardo II.

Los opositores al nuevo gobierno comenzaron a hacer planes para liberar a Eduardo, por lo que Roger Mortimer decidió trasladarlo al resguardado castillo de Berkeley en Gloucestershire, donde el antiguo soberano llegó alrededor del 5 de abril de 1327. Una vez en el castillo, Eduardo estuvo bajo la custodia del yerno de Mortimer —Thomas Berkeley— y John Maltravers, a quienes se les entregaba £ 5 al día para el cuidado de Eduardo. Se desconoce el estado de Eduardo durante sus últimos meses; los registros muestran que se compraban artículos de lujo en su nombre, pero algunos cronistas sugirieron que era muy maltratado. En una ocasión se pensó que Eduardo había escrito el poema «El lamento de Eduardo II» (Lament of Edward II) durante su encarcelamiento, aunque la erudición moderna ha arrojado dudas sobre esto.
Continuaron surgiendo inquietudes sobre nuevos complots para liberar a Eduardo, algunos de los cuales involucraban a la Orden de Predicadores y antiguos caballeros de la casa real; uno de esos intentos llegó incluso hasta irrumpir en la prisión dentro del castillo. Como resultado de estas amenazas, Eduardo fue trasladado a otros lugares en secreto durante un tiempo, antes de regresar a la custodia permanente en el castillo a fines del verano de 1327. La situación política siguió siendo inestable y al parecer se habían desarrollado nuevos intentos para liberarlo.
El 23 de septiembre, Eduardo III fue informado de que su padre había muerto en el castillo de Berkeley durante la noche del 21 de septiembre. La mayoría de los historiadores coincidieron en que Eduardo II murió en Berkeley en esa fecha, aunque existe una opinión minoritaria de que murió mucho más tarde. La muerte de Eduardo fue, como señaló Mark Ormrod, «sospechosamente oportuna» , ya que simplificó considerablemente los problemas políticos de Mortimer; la mayoría de los historiadores concuerdan que Eduardo probablemente fue asesinado por orden del nuevo régimen, aunque es imposible estar seguro de eso. Varias de las personas sospechosas de estar involucradas en la muerte —como Thomas Gurney, Maltravers y William Ockley— huyeron más tarde. Si Eduardo falleció por causas naturales, su muerte pudo haber sido acelerada por la depresión después de su encarcelamiento.
El régimen de Isabel y Mortimer no duró mucho después del anuncio de la muerte de Eduardo. Hicieron las paces con los escoceses en el Tratado de Northampton, pero esta medida era muy impopular. Isabel y Mortimer acumularon y gastaron grandes riquezas, lo que provocó muchas críticas. Las relaciones entre Mortimer y el joven Eduardo III se tensaron y, en 1330, el rey inglés dio un golpe de Estado en el castillo de Nottingham. Arrestó a Mortimer y luego lo ejecutó bajo catorce cargos de traición, entre estos el asesinato de Eduardo II. El gobierno de Eduardo III buscó echar la culpa a Mortimer por los problemas recientes y rehabilitó políticamente al fallecido monarca. El rey excluyó a su madre y le otorgó una generosa concesión; tiempo después regresó a la vida pública.

### Sepultura y veneración

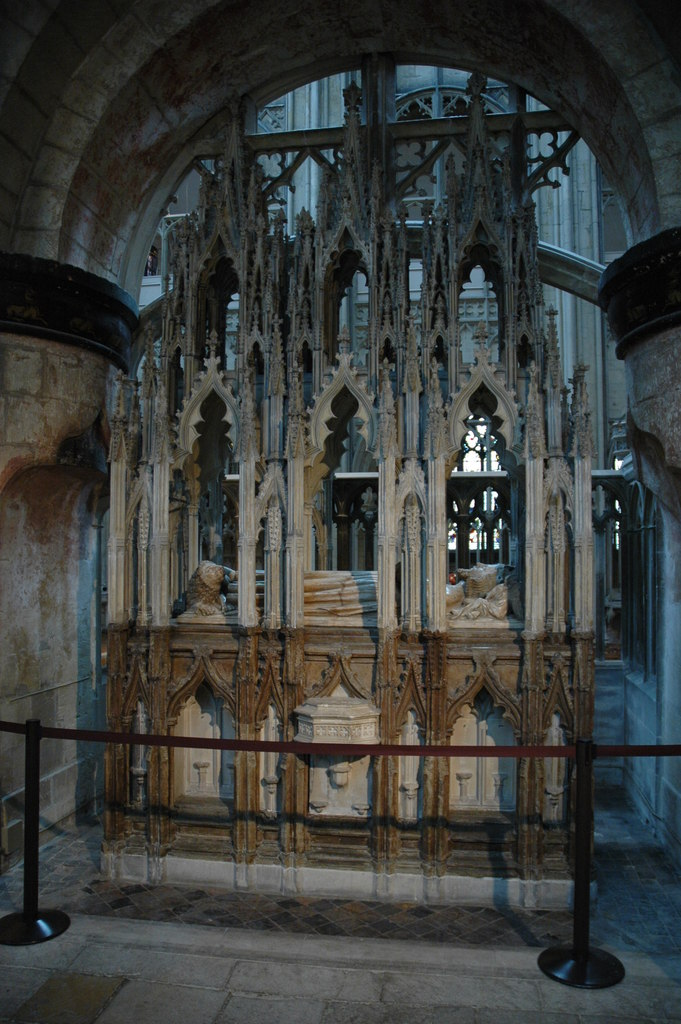
Tumba de Eduardo II en la catedral de Gloucester.

El cuerpo de Eduardo fue embalsamado en el castillo de Berkeley, donde era visto por los líderes locales de Brístol y Gloucester. Luego fue trasladado a la abadía de Gloucester el 21 de octubre; el 20 de diciembre fue inhumado cerca del altar mayor, pero probablemente el funeral se retrasó para permitir que Eduardo III asistiera en persona. Gloucester probablemente fue elegida porque otras abadías habían rechazado o se les había prohibido tomar el cuerpo del rey y porque además estaba cerca de Berkeley. El funeral era una gran acontecimiento y costó £ 351 en total, en el que pusieron leones dorados, estandartes bordados con pan de oro y vallas de tronco de roble para conducir las multitudes anticipadas. El gobierno de Eduardo III probablemente esperaba aparentar normalidad ante los acontecimientos políticos recientes, lo que aumentó la legitimidad del propio reinado del joven rey.
Se hizo para el funeral una efigie temporal de madera con una corona de cobre; este es el primer uso conocido de una efigie funeraria en Inglaterra y probablemente era necesario debido a la condición del cuerpo del rey, que había estado muerto tres meses. El corazón de Eduardo fue extraído, colocado en un recipiente de plata y posteriormente enterrado con Isabel en la iglesia Newgate en Londres. Su tumba incluye un ejemplo temprano de efigie de alabastro inglés, con una tumba-cofre y un toldo hecho de oolito y piedra de Purbeck. Eduardo fue enterrado en la camisa, la cofia y los guantes de su coronación; su efigie lo representa como rey, sosteniendo un cetro y un orbe y llevando una corona de hojas de fresa. La efigie presenta un labio inferior pronunciado y aparentemente tiene una semejanza cercana de Eduardo.
La tumba del rey se convirtió rápidamente en un sitio popular para los visitantes, probablemente alentados por los monjes locales, que carecían de una atracción de peregrinaje propia. Los visitantes donaron muchos bienes a la abadía, lo que permitió a los monjes reconstruir gran parte de la iglesia circundante en los años 1330. Según los reportes, en el sitio de la tumba ocurrieron milagros y los monjes tuvieron que hacer modificaciones para que los visitantes pudieran caminar alrededor del sitio en mayor número. El cronista Geoffrey le Baker describió a Eduardo como un santo mártir y torturado, mientras que Ricardo II dio su apoyo a un intento fallido de canonizarlo en 1395. La tumba fue abierta por oficiales en 1855, descubriendo un ataúd de madera, aún en buenas condiciones, y un ataúd de plomo sellado dentro de aquel. La tumba permanece en lo que ahora es la catedral de Gloucester y fue restaurada entre 2007 y 2008 a un costo de más de £ 100 000.

### Controversias
La muerte de Eduardo se rodeó de controversia. Con la ejecución de Mortimer en 1330, comenzaron a circular rumores de que Eduardo había sido asesinado en el castillo de Berkeley. Los relatos de que había muerto por la inserción de un fierro o espetón al rojo vivo en su ano lentamente comenzaron a circular, posiblemente como resultado de propaganda deliberada; los cronistas de mediados de los años 1330-1340 difundieron aún más esta versión, respaldada en años posteriores por el manipulado relato del homicidio por Geoffrey le Baker. Se incorporó a la mayoría de las historias posteriores de Eduardo, generalmente relacionadas con su posible homosexualidad. La mayoría de los historiadores modernos desestiman este relato de su muerte y cuestionan la lógica en la que los captores de Eduardo le asesinaran de manera tan fácilmente visible.
Otro grupo de teorías evocan la posibilidad de que Eduardo realmente no murió en 1327. Habitualmente involucran la «carta de Fieschi», enviada a Eduardo III por un sacerdote italiano llamado Manuel Fieschi, quien afirmó que Eduardo escapó del castillo de Berkeley en 1327 con la ayuda de un sirviente y finalmente se retiró para convertirse en ermitaño en el Sacro Imperio. Se decía que el cuerpo enterrado en la catedral de Gloucester era el del portero del castillo de Berkeley, liquidado por los asesinos y presentado por ellos a Isabel como el cadáver de Eduardo para evitar el castigo. La carta frecuentemente está vinculada a un relato de la reunión de Eduardo III con un hombre llamado William el Galés en Amberes en 1338, quien decía ser Eduardo II. Algunas secciones del contenido de la carta son consideradas muy certeras por los historiadores, aunque otros aspectos de su relato han sido criticadas como inverosímiles. Algunos historiadores han apoyado versiones de su narrativa. Paul Doherty cuestionó la veracidad de la carta y la identidad de William el Galés, pero también tiene sospechas de que Eduardo pudo haber sobrevivido a su encarcelamiento. El historiador popular Alison Weir razonó que los eventos en la carta son esencialmente ciertos y la empleó para argumentar que Isabel era inocente del asesinato de Eduardo. El historiador Ian Mortimer sugirió que la historia en la carta de Fieschi es bastante precisa, pero arguyó que fueron Mortimer e Isabel quienes hicieron que Eduardo fuera liberado en secreto y que después fingió su muerte, una invención mantenida más tarde por Eduardo III cuando llegó al poder. El relato de Ian Mortimer fue criticado por la mayoría de los eruditos cuando se publicó por primera vez, en particular por el historiador David Carpenter.

## Gobierno

### Realeza, administración y ley

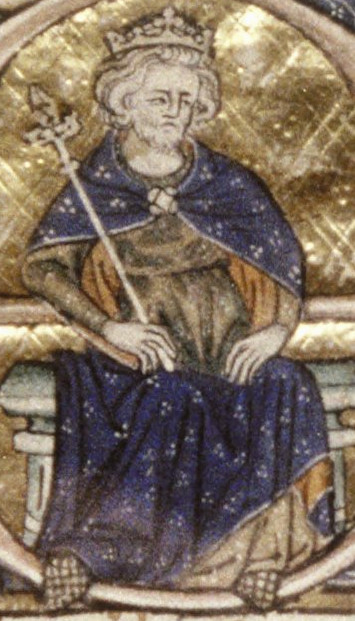
Ataviado con sus vestiduras reales en una miniatura del.

Eduardo fue fundamentalmente un fracaso como rey; el historiador Michael Prestwich observó que «era perezoso e incompetente, propenso a ataques de ira sobre cuestiones sin importancia, pero indeciso cuando se trataba de cuestiones importantes», una especificación citada en la descripción de Roy Haines: «incompetente y vicioso» y «un hombre nada responsable». Eduardo no solo delegó un gobierno rutinario a sus subordinados, sino también decisiones de alto nivel; Pierre Chaplais arguyó que «no era tanto un rey incompetente como un reacio», ya que prefirió reinar a través de un poderoso representante, como Piers Gaveston o Hugh Despenser «el Joven». La inclinación de Eduardo de promover a sus favoritos tuvo serias consecuencias políticas, aunque también intentaba comprar la lealtad de un grupo más amplio de nobles mediante concesiones de dinero y honorarios. Sin embargo, algunas veces Eduardo se interesaba mucho en las minucias de la administración y, en ocasiones, se ocupaba de los detalles de una amplia variedad de temas en Inglaterra y sus dominios más amplios.
Uno de los desafíos persistentes durante la mayor parte de su reinado era la escasez de dinero; de las deudas que heredó de su padre, alrededor de £ 60 000 seguían debiéndose en los años 1320. El rey inglés trabajó en medio de esto con muchos tesoreros y otros funcionarios financieros —pocos de los cuales se quedaron mucho tiempo—, recaudó ingresos mediante impuestos frecuentemente impopulares y requisaba bienes utilizando su derecho de recompensa. También obtuvo muchos préstamos, primero a través de la familia Frescobaldi y luego de su banquero Antonio Pessagno. Eduardo se interesó mucho por asuntos financieros hacia el final de su reinado, desconfiaba de sus propios funcionarios e intentó aumentar los ingresos directamente al reducir los gastos de su propia casa.
Eduardo era responsable de implementar la justicia real con su red de jueces y funcionarios. Es incierto en qué medida le importaba personalmente impartir justicia, pero aparentemente estaba muy involucrado hasta cierto punto durante la primera parte de su reinado y había intervenido en persona cada vez más después de 1322. Eduardo hizo bastante uso del Derecho civil romano durante su reinado cuando argumentaba en defensa de sus causas y favoritos, lo que pudo haber atraído la crítica de aquellos que lo percibieron como un abandono de los principios establecidos en el common law anglosajón. También era criticado por sus contemporáneos por permitir que los Despenser explotaran el sistema de justicia real para sus propios fines; los Despenser ciertamente habían abusado del sistema, aunque no está claro qué tanto lo hicieron. En medio de la turbulencia política, las bandas armadas y la violencia se extendieron por Inglaterra bajo el reinado de Eduardo, lo que desestabilizó la posición de muchos de los nobles locales; gran parte de Irlanda se sumió de manera similar en la anarquía.
Bajo su gobierno, la importancia del Parlamento creció como un medio para tomar decisiones políticas y responder peticiones, aunque —como señaló la historiadora Claire Valente— las reuniones eran «un evento tanto como una institución». Después de 1311, el Parlamento comenzó a incluir —además de los barones— a representantes de los caballeros y burgueses, que en años posteriores constituirían los «comunes». Aunque el Parlamento se opuso varias veces a recaudar nuevos impuestos, la hostilidad hacia Eduardo provenía en gran parte de los barones en lugar del propio Parlamento, aunque los barones buscaban usar las reuniones parlamentarias como una forma de legitimar sus demandas políticas de muchos años. Después de resistir durante varios años, Eduardo comenzó a intervenir activamente en el Parlamento en la segunda mitad de su reinado para lograr sus propios objetivos políticos. Aún se discute si Eduardo fue depuesto en 1327 por una reunión formal del Parlamento o simplemente una asamblea de las clases políticas junto a miembros del Parlamento presentes.

### Corte real

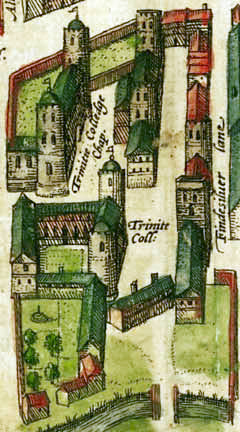
Mapa de 1575 que muestra el King's Hall (arriba a la izquierda) fundado por Eduardo II.

La corte real de Eduardo era itinerante, ya que viajaba por el país acompañando al rey. Cuando se alojaba en el palacio de Westminster, la corte ocupaba un complejo de dos salas, siete cámaras y tres capillas, junto con otras salas más pequeñas, pero, debido al conflicto escocés, la corte pasó gran parte de su tiempo en Yorkshire y Northumbria. En el núcleo de la corte estaba la casa real de Eduardo, a su vez dividida en el «paraninfo» y la «cámara»; el tamaño de la casa varió con el tiempo, pero en 1317 había alrededor de 500 soldados, como caballeros domésticos, escuderos, cocineros y personal de transporte. La familia estaba rodeada de un grupo más amplio de cortesanos y al parecer también incluía un círculo de prostitutas y elementos delictivos.
La música y los ministriles eran muy populares en la corte de Eduardo, pero la cacería aparentemente era una actividad mucho menos importante y había poco interés en los eventos de caballería. Eduardo estaba interesado en edificios y pinturas, pero no tanto en obras literarias, que no fueron muy patrocinadas en la corte. Hubo un amplio uso de placas de oro y plata, joyas y esmaltes en la corte, que habrían sido copiosamente decorados. Eduardo tenía un camello como mascota y, cuando era joven, llevaba un león consigo a la campaña de Escocia. La corte era entretenida de maneras exóticas: por un encantador de serpientes italiano en 1312 y, al año siguiente, por 54 bailarines desnudos franceses.

### Religión
El enfoque de Eduardo hacia la religión era normal para los estándares de la época; el historiador Michael Prestwich le describió como «un hombre de actitudes religiosas totalmente convencionales». Había servicios diarios en la capilla capilla y limosnas en su corte y Eduardo bendijo a los enfermos, aunque lo hacía con menos frecuencia que sus predecesores. Permaneció cerca de la Orden de Predicadores —que había ayudado a educarlo— y siguió sus consejos al pedir permiso papal para ser ungido con el santo óleo de santo Tomás de Canterbury en 1319; esta solicitud fue rechazada, lo que causó al rey inglés algo de vergüenza. Eduardo apoyó la expansión de las universidades durante su reinado y estableció el King's Hall en Cambridge para promover la formación en derecho civil y religioso, el Oriel College en Oxford y una universidad de corta vida en Dublín.
Eduardo disfrutó de una buena relación con el papa Clemente V, a pesar de la repetida intervención del rey inglés en la administración de la iglesia en Inglaterra, que en entre otras cosas castigaba a los obispos con quienes no estaba de acuerdo. Con el apoyo de Clemente V, intentó obtener el apoyo financiero de la iglesia en Inglaterra para sus campañas militares en Escocia, como los impuestos y el préstamo de dinero frente a los fondos reunidos para las cruzadas. El clero inglés hizo relativamente poco para influenciar o moderar el comportamiento de Eduardo durante su reinado, posiblemente debido al interés propio de los obispos y la preocupación por su propia protección.
El papa Juan XXII —elegido en 1316— buscó el apoyo de Eduardo para una nueva cruzada y también se inclinaba a apoyarlo políticamente. En 1317, a cambio del apoyo papal en su guerra con Escocia, Eduardo acordó reanudar el pago del tributo anual al papado, que había sido acordado por primera vez por Juan I en 1213; sin embargo, Eduardo pronto cesó los pagos y nunca rindió homenaje al romano pontífice, otra parte del acuerdo de 1213. En 1325, Eduardo le pidió a Juan XXII que instruyera a la iglesia en Irlanda para que predicara abiertamente a favor de su derecho a gobernar la isla, así como amenazar con la excomunión a cualquier voz contraria.

## Legado

### Valoraciones historiográficas

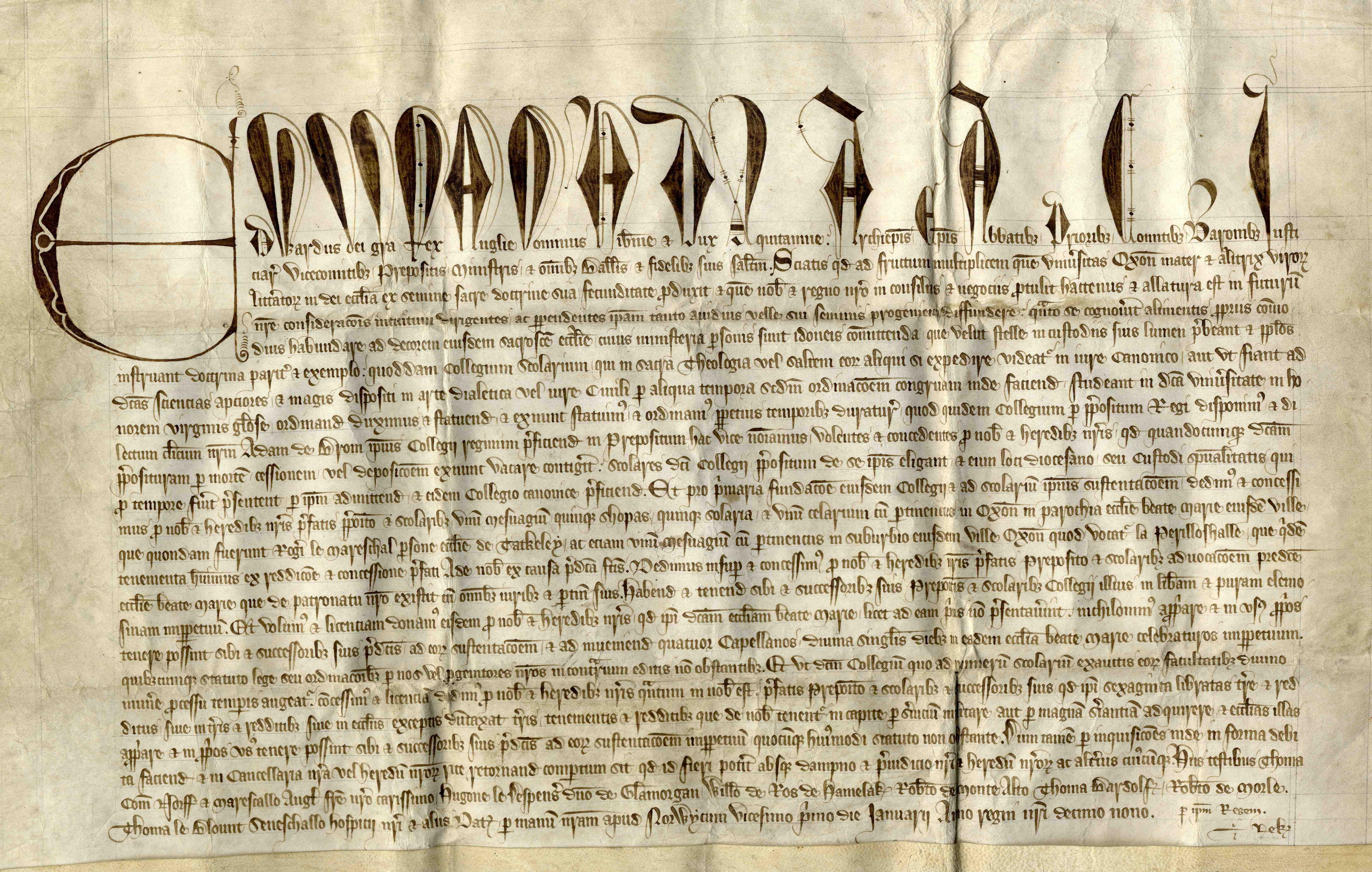
Carta de constitución del Oriel College (1326) por Eduardo II.

Ningún cronista de este período es plenamente confiable o imparcial, porque sus informes muchas veces eran escritos para apoyar una causa en particular, pero está claro que la mayoría de los cronistas contemporáneos eran muy críticos de Eduardo. Por ejemplo, el Polychronicon, la Vita Edwardi Secundi, la Vita et Mors Edwardi Secundi y la Gesta Edwardi de Carnarvon condenaban la personalidad del rey inglés, sus hábitos y la elección de sus asistentes. Otros registros de su reinado revelan la crítica a Eduardo por parte de sus contemporáneos, como la iglesia y los miembros de su propia casa. Se escribieron canciones políticas sobre él, quejándose de su fracaso en la guerra y su gobierno opresivo. Más tarde, en el siglo XIV, algunos cronistas como Geoffrey le Baker y Thomas de Ringstead rehabilitaron a Eduardo y lo presentaban como mártir y posible santo, aunque esta tradición desapareció en los siguientes siglos.
Los historiadores de los siglos XVI y XVII se centraron en la relación de Eduardo con Gaveston y hacían comparaciones entre su reinado y los acontecimientos que rodearon la relación del duque de Épernon y Enrique III de Francia y entre el duque de Buckingham y Carlos I. En la primera mitad del siglo XIX, los historiadores populares como Charles Dickens y Charles Knight popularizaron la vida de Eduardo con el público victoriano y se enfocaron en la relación del rey inglés con sus favoritos y, cada vez más, aludiendo a su posible homosexualidad. Sin embargo, desde los años 1870 en adelante la discusión académica sobre la sexualidad de Eduardo se vio limitada por el cambio de los valores ingleses. A comienzos del siglo XX, el gobierno recomendaba a las escuelas inglesas que evitaran discusiones abiertas sobre las relaciones personales de Eduardo en las lecciones de historia. Las opiniones sobre la sexualidad de Eduardo siguieron desarrollándose a lo largo de los años.
A fines del siglo XIX, estuvieron disponibles más registros administrativos de la época para historiadores como William Stubbs, Thomas Tout y J. C. Davies, quienes se enfocaron en el desarrollo del sistema constitucional y gubernamental inglés durante su reinado. Aunque criticaron lo que consideraban incompetencias de Eduardo como rey, también enfatizaron el crecimiento del rol del Parlamento y la reducción de la autoridad real personal en ese período, que percibieron como un desarrollo positivo. Durante los años 1970, la historiografía del reinado de Eduardo se alejó de este modelo, con el respaldo por una nueva publicación de registros del período en el último cuarto del siglo XX. Los trabajos de Jeffrey Denton, Jeffrey Hamilton, John Maddicott y Seymour Phillips volvió a examinar el rol de los líderes individuales en los conflictos. Con la excepción del trabajo de Hilda Johnstone sobre los primeros años de Eduardo y el estudio de Natalie Fryde sobre los últimos años de este monarca, el núcleo de las principales obras históricos durante varios años estuvo en los principales magnates contemporáneos de Eduardo, hasta que se publicaron biografías importantes de este rey inglés por Roy Haines y Seymour Phillips en 2003 y 2011, respectivamente.

### En la cultura popular

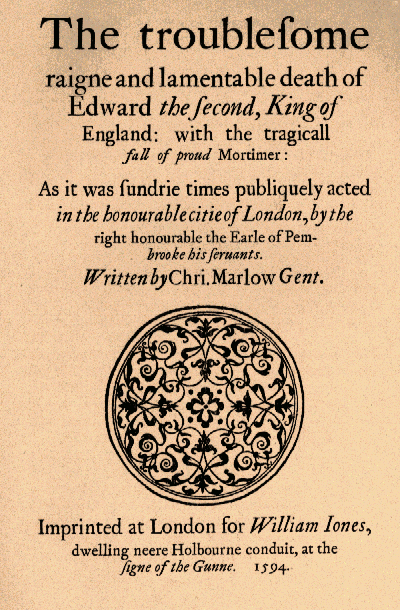
Portadilla de la primera versión publicada de Eduardo II (1594) por Christopher Marlowe.

Varias obras han dado forma a la imagen contemporánea de Eduardo. La pieza teatral Eduardo II de Christopher Marlowe se presentó por primera vez alrededor de 1592 y se centra en la relación de Eduardo con Piers Gaveston, la cual refleja las preocupaciones del siglo XVI sobre las relaciones entre los monarcas y sus favoritos. Marlowe escenificó la muerte de Eduardo como un asesinato, estableciendo paralelismos entre el homicidio y el martirio; aunque Marlowe no describió la verdadera naturaleza real del asesinato de Eduardo en el libreto, por lo general se ha realizado siguiendo la tradición de que fue matado con un espetón al rojo vivo. El personaje de Eduardo en la obra —que ha sido comparado con Jacobo VI de Escocia y Enrique III de Francia, contemporáneos de Marlowe— pudo haber influido en la interpretación que hizo William Shakespeare de Ricardo II. En el siglo XVII, el dramaturgo Ben Jonson retomó el mismo tema para su obra inacabada Mortimer his fall.
El cineasta Derek Jarman adaptó la obra de Marlowe en una película en 1991, en la que creó un pastiche posmoderno del original y representaba a Eduardo como un líder fuerte explícitamente homosexual y finalmente derrotado por poderosos enemigos. En la versión de Jarman, Eduardo escapó del cautiverio y terminó sus días como reza la tradición en la misiva de Fieschi. La imagen popular actual de Eduardo también fue influida por su apariencia contrastada en la película Braveheart de Mel Gibson de 1995, donde es retratado como un debilucho, implícitamente homosexual, vistiendo ropas de seda, voluminoso maquillaje, evitando la compañía de mujeres, e incapaz de someter militarmente a los escoceses. La película recibió duras críticas, tanto por sus inexactitudes históricas como por su presentación negativa de la homosexualidad.
La vida de Eduardo también ha servido de inspiración en una amplia variedad de medios. En la época victoriana, la pintura de Eduardo II y su favorito Piers Gaveston (1872) de Marcus Stone insinuaba abiertamente una relación homosexual entre ambos, al tiempo que evitaba hacer explícito este aspecto. Inicialmente se presentó en la Real Academia de Artes en 1872, pero fue marginada en décadas posteriores a medida que el tema de la homosexualidad se hacía más sensible. Más recientemente, el director David Bintley utilizó la obra de Marlowe como base para el ballet Edward II, que se presentó por primera vez en 1995; la música del ballet forma parte de la sinfonía Edward II del compositor John McCabe, producida en 2000. Novelas como The Gascon (1984) de John Penford y Gaveston (1992) de Chris Hunt se han centrado en los aspectos sexuales de la relación de Eduardo y Gaveston, mientras que Gaveston (2002) de Stephanie Merritt transporta la historia al siglo XX.

## Descendencia
Eduardo II tuvo cuatro hijos con Isabel:
- Eduardo III de Inglaterra (13 de noviembre de 1312-21 de junio de 1377): se casó con Felipa de Henao el 24 de enero de 1328 y tuvo descendencia.
- Juan de Eltham (15 de agosto de 1316-13 de septiembre de 1336): nunca se casó, sin hijos.
- Leonor de Woodstock (18 de junio de 1318-22 de abril de 1355): se casó con Reinaldo II de Güeldres en mayo de 1332 y tuvo descendencia.
- Juana de la Torre (5 de julio de 1321-7 de septiembre de 1362): se casó con David II de Escocia el 17 de julio de 1328 y se convirtió en reina de Escocia, pero no tuvo ningún hijo.

También engendró un hijo ilegítimo, Adam FitzRoy (c. 1307-1322), quien acompañó a su padre en las campañas escocesas de 1322 y murió poco después.

## Ancestros
| \| \| \| \| \| \| \| \| \| \| \| \| \| \| \| \| \| \| \| \| 8. Juan I de Inglaterra \| \| \| \| \| \| \| \| \| \| \| \| \| \| \| \| \| \| \| \| \| \| \| \| \| \| \| \| \| \| \| \| \| \| \| \| \| \| \| \| \| \| \| \| \| \| \| \| \| \| \| \| \| \| 4. Enrique III de Inglaterra \| \| \| \| \| \| \| \| \| \| \| \| \| \| \| \| \| \| \| \| \| \| \| \| \| \| \| \| \| \| \| \| \| \| \| \| \| \| \| \| \| \| \| \| \| \| \| \| \| \| \| \| \| \| 9. Isabel de Angulema \| \| \| \| \| \| \| \| \| \| \| \| \| \| \| \| \| \| \| \| \| \| \| \| \| \| \| \| \| \| \| \| \| \| \| \| \| \| \| \| \| \| \| \| \| \| \| \| \| \| \| \| \| \| 2. Eduardo I de Inglaterra \| \| \| \| \| \| \| \| \| \| \| \| \| \| \| \| \| \| \| \| \| \| \| \| \| \| \| \| \| \| \| \| \| \| \| \| \| \| \| \| \| \| \| \| \| \| \| \| \| \| \| \| \| \| 10. Ramón Berenguer V de Provenza \| \| \| \| \| \| \| \| \| \| \| \| \| \| \| \| \| \| \| \| \| \| \| \| \| \| \| \| \| \| \| \| \| \| \| \| \| \| \| \| \| \| \| \| \| \| \| \| \| \| \| \| \| \| 5. Leonor de Provenza \| \| \| \| \| \| \| \| \| \| \| \| \| \| \| \| \| \| \| \| \| \| \| \| \| \| \| \| \| \| \| \| \| \| \| \| \| \| \| \| \| \| \| \| \| \| \| \| \| \| \| \| \| \| 11. Beatriz de Saboya \| \| \| \| \| \| \| \| \| \| \| \| \| \| \| \| \| \| \| \| \| \| \| \| \| \| \| \| \| \| \| \| \| \| \| \| \| \| \| \| \| \| \| \| \| \| \| \| \| \| \| \| \| \| 1. Eduardo II de Inglaterra \| \| \| \| \| \| \| \| \| \| \| \| \| \| \| \| \| \| \| \| \| \| \| \| \| \| \| \| \| \| \| \| \| \| \| \| \| \| \| \| \| \| \| \| \| \| \| \| \| \| \| \| \| \| 12. Alfonso IX de León \| \| \| \| \| \| \| \| \| \| \| \| \| \| \| \| \| \| \| \| \| \| \| \| \| \| \| \| \| \| \| \| \| \| \| \| \| \| \| \| \| \| \| \| \| \| \| \| \| \| \| \| \| \| 6. Fernando III de Castilla \| \| \| \| \| \| \| \| \| \| \| \| \| \| \| \| \| \| \| \| \| \| \| \| \| \| \| \| \| \| \| \| \| \| \| \| \| \| \| \| \| \| \| \| \| \| \| \| \| \| \| \| \| \| 13. Berenguela de Castilla \| \| \| \| \| \| \| \| \| \| \| \| \| \| \| \| \| \| \| \| \| \| \| \| \| \| \| \| \| \| \| \| \| \| \| \| \| \| \| \| \| \| \| \| \| \| \| \| \| \| \| \| \| \| 3. Leonor de Castilla \| \| \| \| \| \| \| \| \| \| \| \| \| \| \| \| \| \| \| \| \| \| \| \| \| \| \| \| \| \| \| \| \| \| \| \| \| \| \| \| \| \| \| \| \| \| \| \| \| \| \| \| \| \| 14. Simón de Danmartín \| \| \| \| \| \| \| \| \| \| \| \| \| \| \| \| \| \| \| \| \| \| \| \| \| \| \| \| \| \| \| \| \| \| \| \| \| \| \| \| \| \| \| \| \| \| \| \| \| \| \| \| \| \| 7. Juana de Ponthieu \| \| \| \| \| \| \| \| \| \| \| \| \| \| \| \| \| \| \| \| \| \| \| \| \| \| \| \| \| \| \| \| \| \| \| \| \| \| \| \| \| \| \| \| \| \| \| \| \| \| \| \| \| \| 15. María de Ponthieu \| \| \| \| \| \| \| \| \| \| \| \| \| \| \| \| \| \| \| \| \| \| \| \| \| \| \| \| \| \| \| \| \| \| \| \| \| \| \| \| \| \| \| \| \| \| \| \| \| \| \| \| |                                   |  |  |  |  |  |  |  |  |  |  |  |  |  |  |  |
| |                                   |  |  |  |  |  |  |  |  |  |  |  |  |  |  |  |
| | 8. Juan I de Inglaterra           |  |  |  |  |  |  |  |  |  |  |  |  |  |  |  |
| |                                   |  |  |  |  |  |  |  |  |  |  |  |  |  |  |  |
| |                                   |  |  |  |  |  |  |  |  |  |  |  |  |  |  |  |
| | 4. Enrique III de Inglaterra      |  |  |  |  |  |  |  |  |  |  |  |  |  |  |  |
| |                                   |  |  |  |  |  |  |  |  |  |  |  |  |  |  |  |
| |                                   |  |  |  |  |  |  |  |  |  |  |  |  |  |  |  |
| | 9. Isabel de Angulema             |  |  |  |  |  |  |  |  |  |  |  |  |  |  |  |
| |                                   |  |  |  |  |  |  |  |  |  |  |  |  |  |  |  |
| |                                   |  |  |  |  |  |  |  |  |  |  |  |  |  |  |  |
| | 2. Eduardo I de Inglaterra        |  |  |  |  |  |  |  |  |  |  |  |  |  |  |  |
| |                                   |  |  |  |  |  |  |  |  |  |  |  |  |  |  |  |
| |                                   |  |  |  |  |  |  |  |  |  |  |  |  |  |  |  |
| | 10. Ramón Berenguer V de Provenza |  |  |  |  |  |  |  |  |  |  |  |  |  |  |  |
| |                                   |  |  |  |  |  |  |  |  |  |  |  |  |  |  |  |
| |                                   |  |  |  |  |  |  |  |  |  |  |  |  |  |  |  |
| | 5. Leonor de Provenza             |  |  |  |  |  |  |  |  |  |  |  |  |  |  |  |
| |                                   |  |  |  |  |  |  |  |  |  |  |  |  |  |  |  |
| |                                   |  |  |  |  |  |  |  |  |  |  |  |  |  |  |  |
| | 11. Beatriz de Saboya             |  |  |  |  |  |  |  |  |  |  |  |  |  |  |  |
| |                                   |  |  |  |  |  |  |  |  |  |  |  |  |  |  |  |
| |                                   |  |  |  |  |  |  |  |  |  |  |  |  |  |  |  |
| | 1. Eduardo II de Inglaterra       |  |  |  |  |  |  |  |  |  |  |  |  |  |  |  |
| |                                   |  |  |  |  |  |  |  |  |  |  |  |  |  |  |  |
| |                                   |  |  |  |  |  |  |  |  |  |  |  |  |  |  |  |
| | 12. Alfonso IX de León            |  |  |  |  |  |  |  |  |  |  |  |  |  |  |  |
| |                                   |  |  |  |  |  |  |  |  |  |  |  |  |  |  |  |
| |                                   |  |  |  |  |  |  |  |  |  |  |  |  |  |  |  |
| | 6. Fernando III de Castilla       |  |  |  |  |  |  |  |  |  |  |  |  |  |  |  |
| |                                   |  |  |  |  |  |  |  |  |  |  |  |  |  |  |  |
| |                                   |  |  |  |  |  |  |  |  |  |  |  |  |  |  |  |
| | 13. Berenguela de Castilla        |  |  |  |  |  |  |  |  |  |  |  |  |  |  |  |
| |                                   |  |  |  |  |  |  |  |  |  |  |  |  |  |  |  |
| |                                   |  |  |  |  |  |  |  |  |  |  |  |  |  |  |  |
| | 3. Leonor de Castilla             |  |  |  |  |  |  |  |  |  |  |  |  |  |  |  |
| |                                   |  |  |  |  |  |  |  |  |  |  |  |  |  |  |  |
| |                                   |  |  |  |  |  |  |  |  |  |  |  |  |  |  |  |
| | 14. Simón de Danmartín            |  |  |  |  |  |  |  |  |  |  |  |  |  |  |  |
| |                                   |  |  |  |  |  |  |  |  |  |  |  |  |  |  |  |
| |                                   |  |  |  |  |  |  |  |  |  |  |  |  |  |  |  |
| | 7. Juana de Ponthieu              |  |  |  |  |  |  |  |  |  |  |  |  |  |  |  |
| |                                   |  |  |  |  |  |  |  |  |  |  |  |  |  |  |  |
| |                                   |  |  |  |  |  |  |  |  |  |  |  |  |  |  |  |
| | 15. María de Ponthieu             |  |  |  |  |  |  |  |  |  |  |  |  |  |  |  |
| |                                   |  |  |  |  |  |  |  |  |  |  |  |  |  |  |  |
| |                                   |  |  |  |  |  |  |  |  |  |  |  |  |  |  |  |